# Lac de Louvain-la-Neuve
Le lac de Louvain-la-Neuve est un lac artificiel situé à Louvain-la-Neuve, section de la ville belge d'Ottignies-Louvain-la-Neuve, en Brabant wallon.

## Historique

### Le lac
Le lac de Louvain-la-Neuve a été aménagé en 1984 pour servir d'étang de pêche et de bassin d'orage afin d'éviter les inondations dans le bas de la ville et dans la vallée,,.
En 2009, un examen montre que les eaux du lac sont fortement polluées. L'Université catholique de Louvain décide alors de vider le lac (mise en assec) pour l'assainir et réaménager ses abords : le lac reste à sec pendant près d'un an  (voir plus bas pour les détails sur les assecs).
Une deuxième opération de mise en assec du lac en 2014 est un fiasco parce qu'elle n'est que partielle. 
En 2014, un pélican blanc venu du parc Pairi Daiza est observé sur le lac du 23 février au 4 mars
En 2017, après des abus commis malgré des mesures préventives comme la sensibilisation par des éducateurs de rue et la mise à disposition de sacs-poubelle, la commune impose un couvre-feu autour du lac après 22h30,.
En février 2019, une troisième mise en assec du lac est opérée car l'eau du lac est redevenue très trouble et certaines plantes comme les nénuphars et l'élodée ont disparu (voir plus loin).

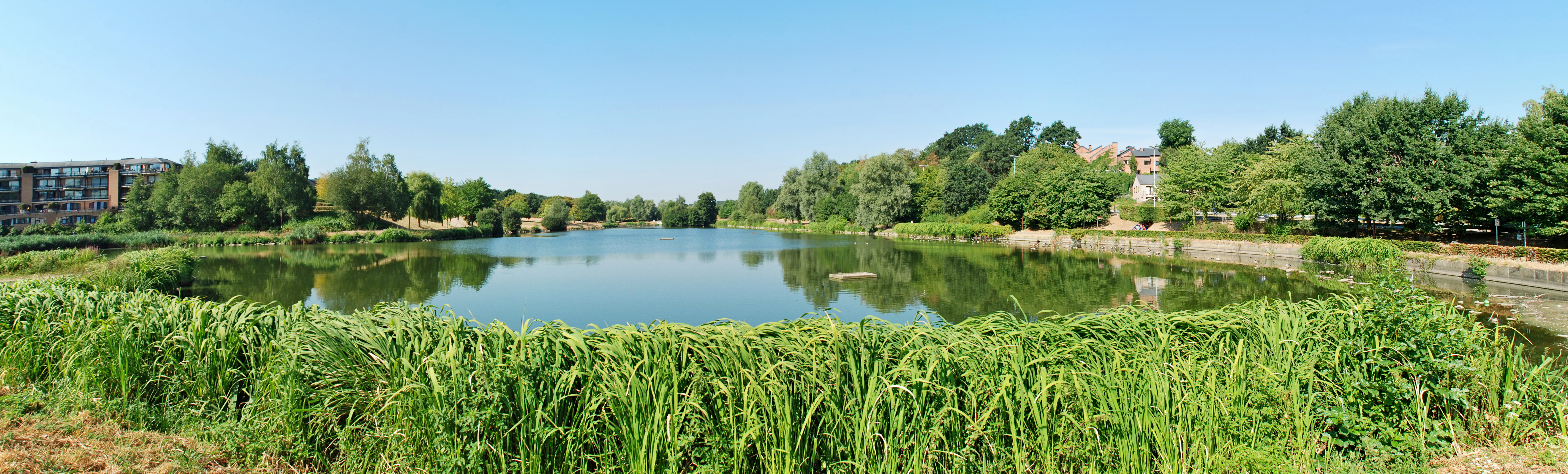
Vue panoramique depuis la pointe nord du lac.

### Infrastructures culturelles aux abords du lac

#### Aula Magna
En 1999-2001, l'architecte Philippe Samyn érige au nord-est du lac l'Aula Magna, un vaste complexe constitué de différentes salles dont un théâtre de 1000 places, le Foyer du Lac de 250 places, des salles de réunions et un vaste hall de 1700 m2.

#### Projets avortés de musée au bord du lac
En 1990, à une époque où le musée de Louvain-la-Neuve est encore installé dans le Collège Érasme à la place Blaise Pascal, son directeur Ignace Vandevivere envisage de construire un nouveau musée sur les bords du lac de Louvain-la-Neuve et demande un projet de bâtiment à l'architecte japonais Risho Kurokawa,.
Mais le projet sombre en 1996 et cède la place vers 2000 à un projet plus modeste de musée à côté de l'Aula Magna, par Philippe Samyn,. Ce musée de 4000 m2 aurait dû voir le jour en 2003 mais il n'est pas construit, contrairement à l'Aula Magna.
En 2006, un généreux mécène, Jean Peterbroeck, fondateur de la société de bourse Petercam et diplômé de l'UCL, offre 10 millions d'euros pour la construction du nouveau musée. En 2008, sur base d'un concours international auquel 38 projets sont présentés, c'est le projet du bureau américain Perkins+Will associé au bureau belge Émile Verhaegen qui est choisi. Ce nouveau musée de 5000 m2 aurait été situé en contrebas de l'Aula Magna, avec une vue superbe sur le lac. Cette construction basse énergie, toute en courbes afin d'épouser les contours du lac, aurait été dotée d'une toiture végétale inclinée. L'UCL cherche alors des dons supplémentaires pour arriver à un budget total de 18 millions d'euros : elle obtient le permis d'urbanisme en octobre 2011 mais la famille Peterbroeck annonce alors le retrait de son don (retrait dans lequel la mort de Jean Peterbroeck en mai 2011 a sûrement joué un rôle).

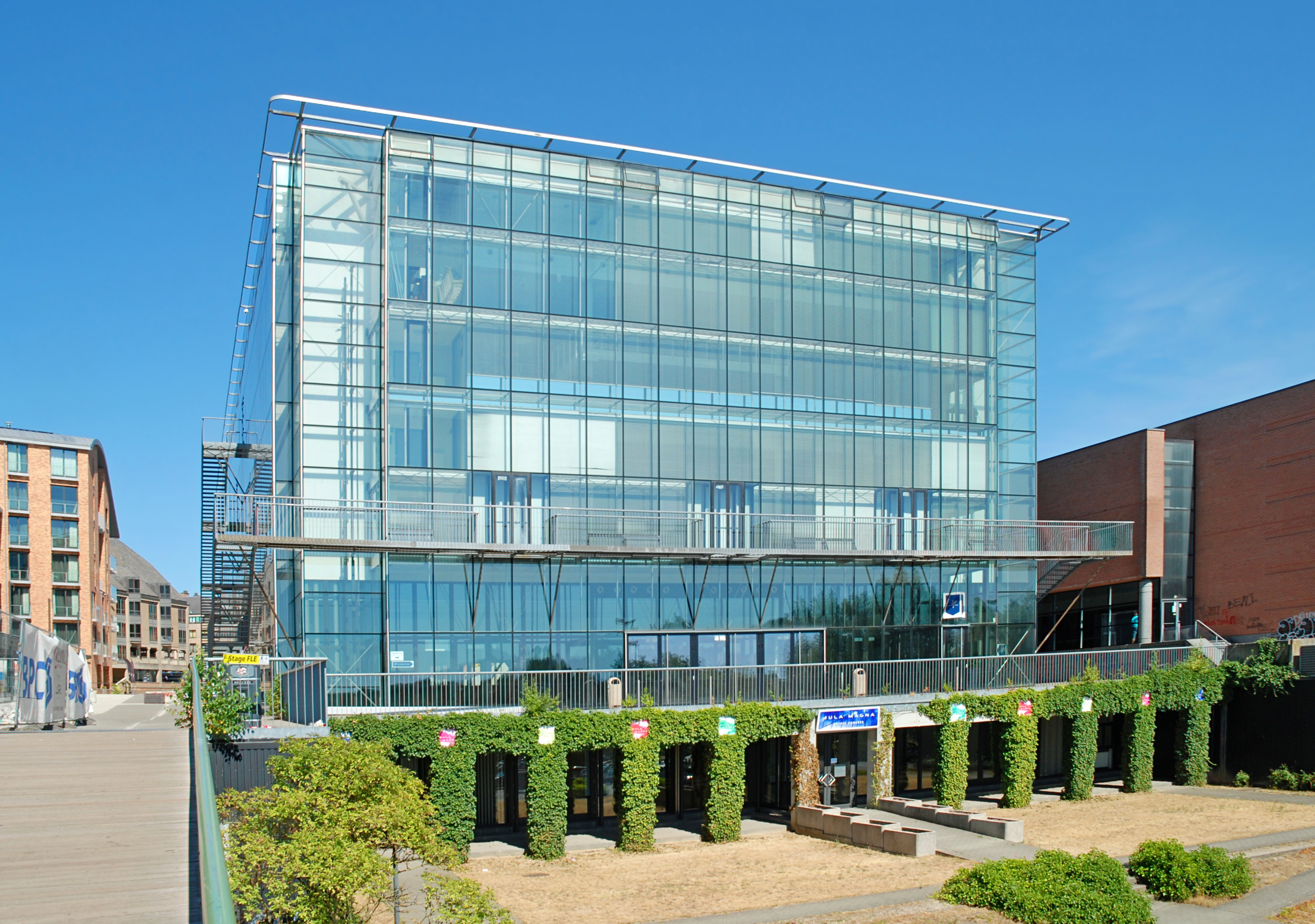
L'Aula Magna construite par Philippe Samyn près de la pointe nord du lac.
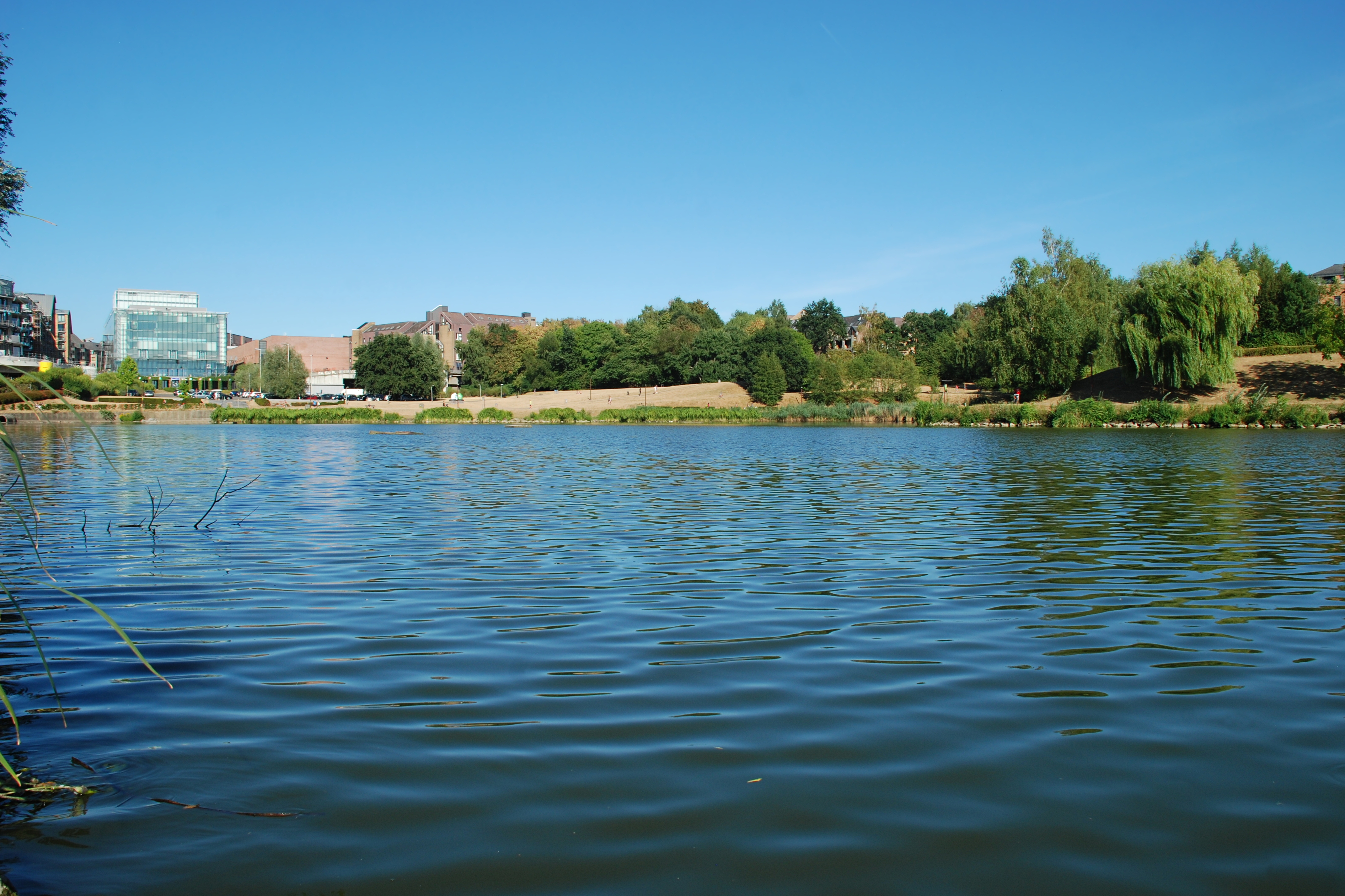
L'Aula Magna à la pointe nord du lac.
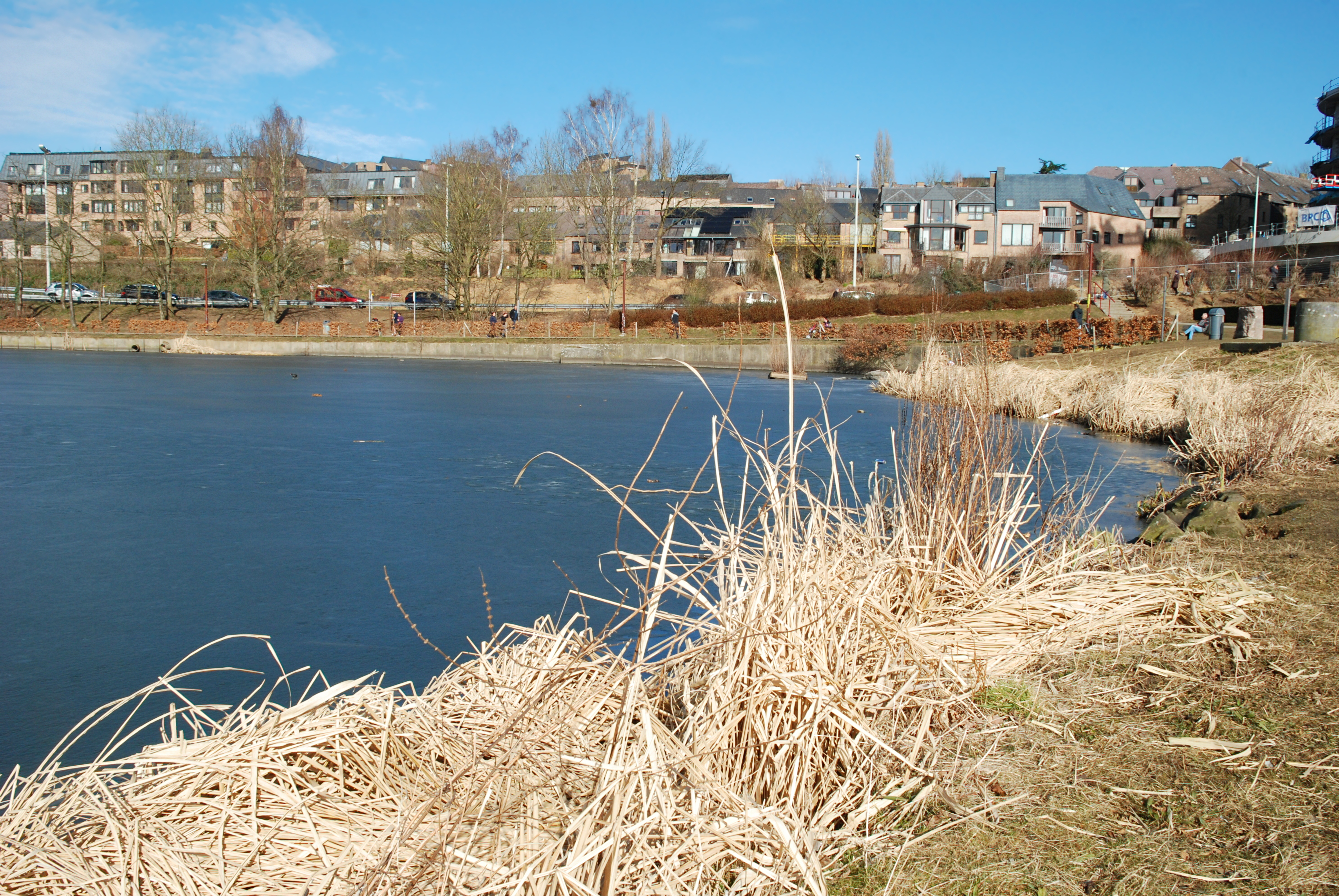
La pointe nord du lac où aurait dû se dresser le musée de Louvain-la-Neuve selon le projet Perkins+Will.

#### «Maison Blanche»

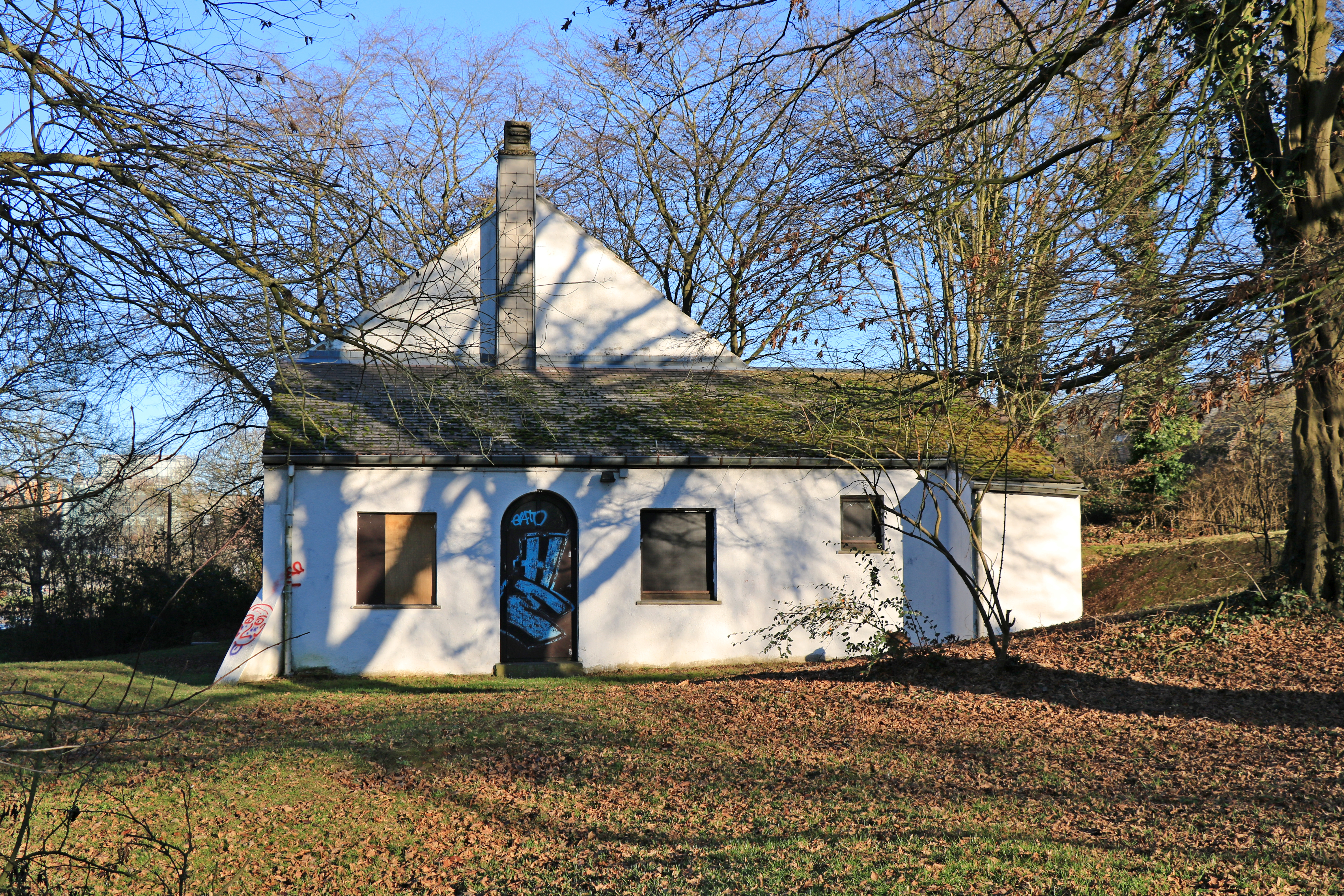
La « Maison Blanche ».

Près des rives du lac, au n° 10 du sentier Rêverie du Promeneur solitaire, se dresse une petite maison blanche qui a été habitée jusqu’à la fin des années 1990 avant d'abriter un temps des ateliers de la maison des jeunes de Louvain-la-Neuve Chez Zelle après que celle-ci se soit fait expulser en 2008 du parc de la Source pour la construction du musée Hergé,. Le bâtiment, laissé ensuite à l'abandon pendant 7 ans et couvert de tags, appartient à l'UCLouvain,. L'université a déjà eu plusieurs projets pour cette maison, mais aucun ne s'est jamais concrétisé.
Le 16 septembre 2019, un collectif appelé « Maison Blanche », composé d'étudiants, de jeunes travailleurs sans emploi et d'habitants de Louvain-la-Neuve, décide d'occuper la maison pour en faire centre culturel et social autogéré et y organiser des activités accessibles à tous,,,. Les membres du « collectif Maison Blanche » déplorent que « la plupart des lieux qui organisent ce genre d'activités à Louvain-la-Neuve ont une entrée payante », et se disent prêts à entamer eux-mêmes des travaux de rénovation,. Le collectif reçoit le soutien de six associations du Brabant wallon, actives dans le secteur de l'éducation permanente.
Mais l'UCLouvain, propriétaire du lieu, s'oppose à cette occupation car le bâtiment est insalubre, est potentiellement dangereux et n'est plus aux normes de sécurité,,. Un rapport des pompiers de la Zone de secours du Brabant wallon conclut de façon défavorable à l'occupation du bâtiment et relève seize points problématiques, notamment l'absence totale de mesures de prévention incendie, le manque de conformité électrique et de gaz, le manque de résistance au feu des planchers et toiture et le fait que le bâtiment n'est pas accessible aux véhicules de pompiers,.
Le 4 octobre 2019, un groupe de jeunes occupe les lieux et barricade les portes et fenêtres, ce qui contraint la bourgmestre Ecolo Julie Chantry à faire évacuer les lieux par la police locale assistée de la police fédérale,,. 19 personnes sont arrêtées et mises au cachot pour quelques heures.
Les images de cette évacuation font réagir les réseaux sociaux, où circulent « des réactions très virulentes et vindicatives ». Ces réactions amènent les conseillers communaux Ecolo à déplorer dans une tribune libre publiée dans le bulletin communal d'Ottignies-Louvain-la-Neuve le fait qu'« un article mis sur un site web lu par 200 000 personnes traite la bourgmestre de semi-nazie, suppôt du grand capital » et à regretter le manque de prise de recul de ce genre de médias, où « l'immédiateté est la norme ».
En 2025 commence un chantier de rénovation et de désamiantage de la maison. L'annexe qui jouxte le corps de logis sera remplacée par un volume à toiture plate.

## Description du lac et de ses abords

### Un bassin d'orage
Le lac, situé en contrebas du centre-ville, s'étend sur 5 hectares (85.000 m³). Il sert de bassin d'orage (sa profondeur moyenne est de 1,2 m) et permet ainsi d'éviter les inondations dans le bas de la ville et dans la vallée,,,.
Orienté du sud-ouest au nord-est, il prend la forme d'une lettre C dont les extrémités sont recourbées vers l'est. 
Le réseau d'égouts de Louvain-la-Neuve est un « réseau séparatif » : chaque rue possède un double réseau d'égouts et chaque habitation un double raccordement, respectivement pour les eaux de pluie et pour les eaux usées,,,. Les eaux usées sont dirigées vers le collecteur de la Dyle et la station d'épuration de Wavre tandis que les eaux de pluie sont déversées dans le lac de Louvain-la-Neuve,, puis dans la rivière la Malaise et les nappes phréatiques en aval.
Le système séparatif présente l'avantage de ne pas surcharger les stations d'épuration avec des eaux pluviales en principe peu polluées, mais il impose que les eaux de ruissellement soient aussi propres que possible.

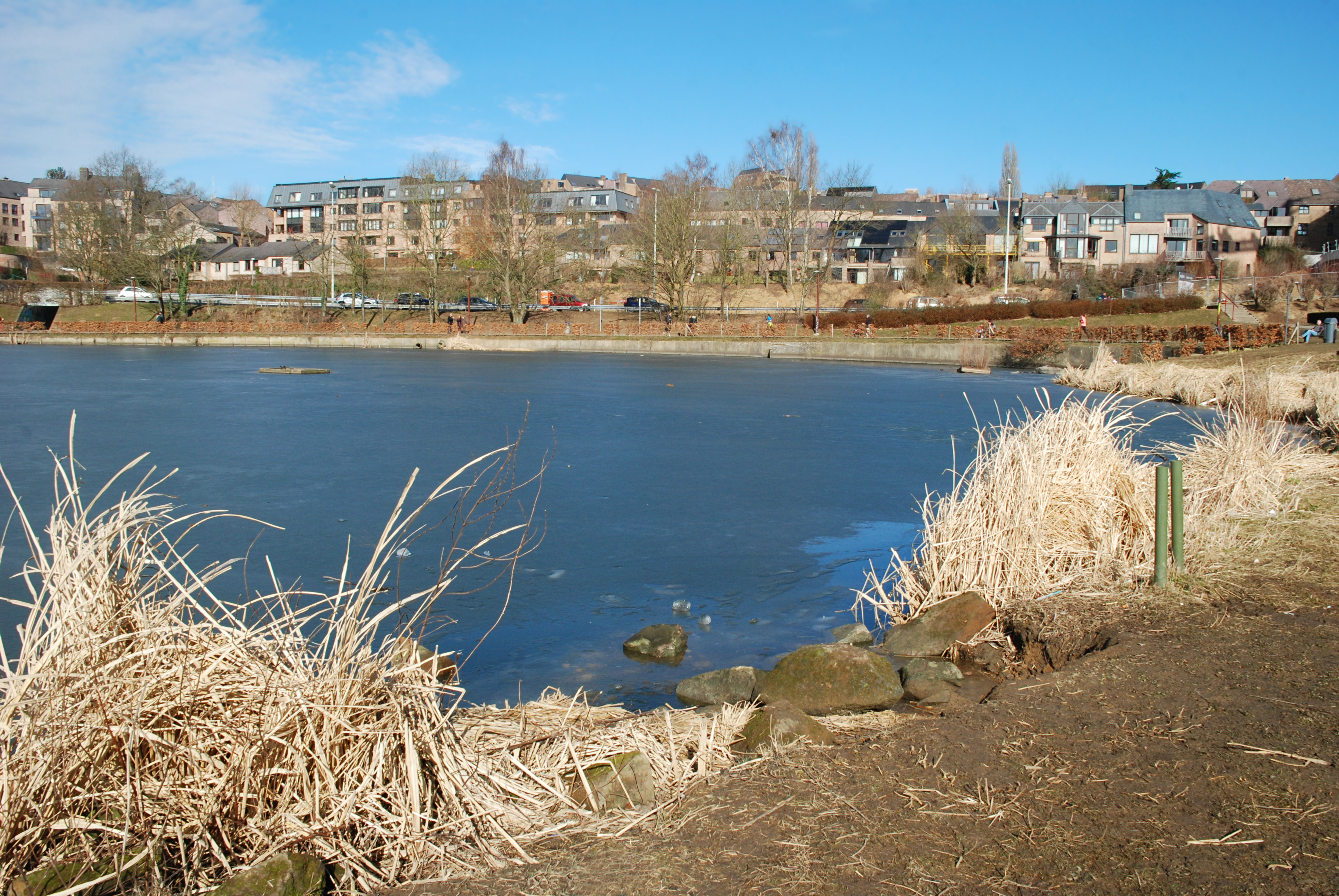
Les eaux gelées de la pointe nord du lac.
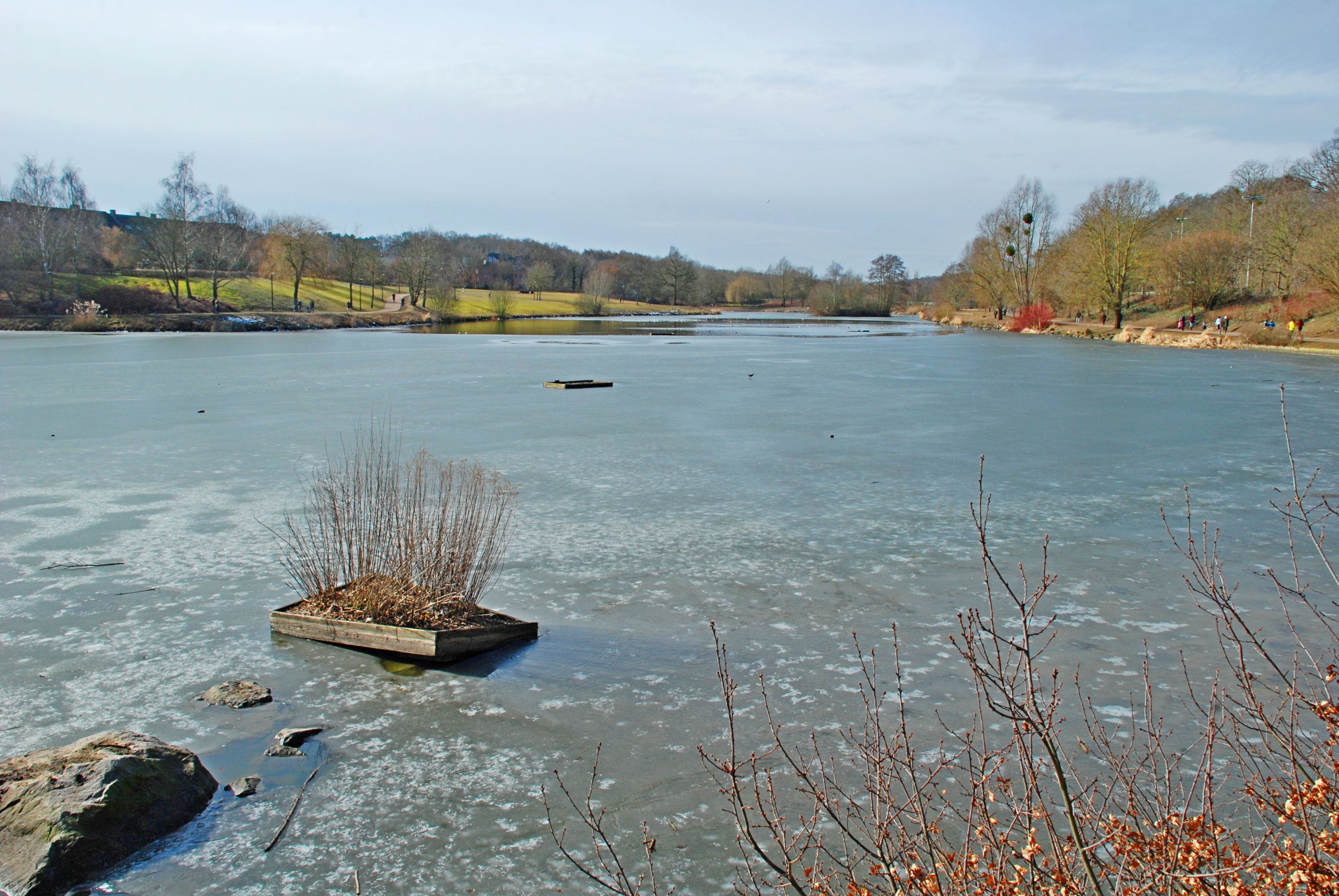
Le lac gelé durant l'hiver 2018.
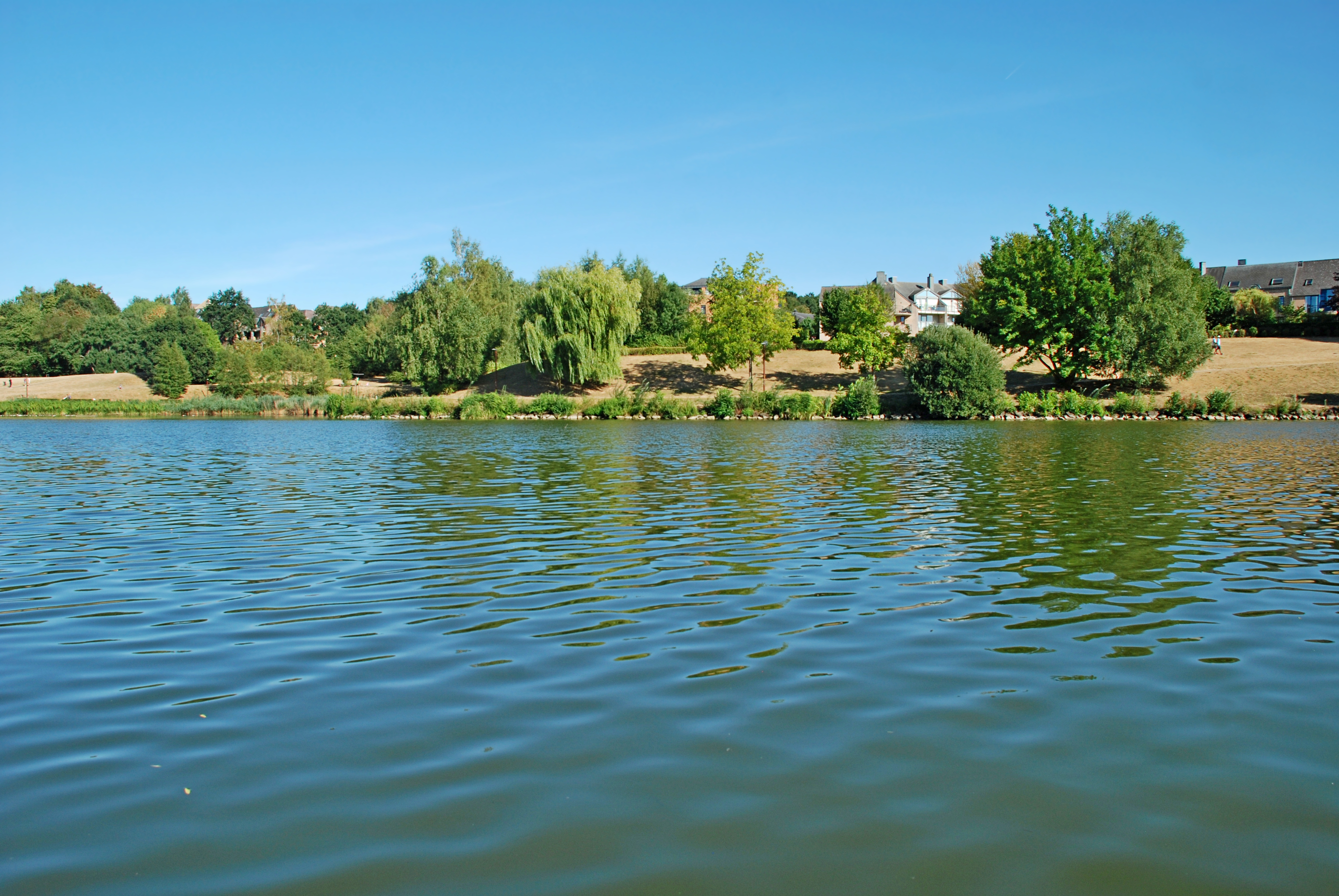
La rive orientale.

### Aménagement des abords

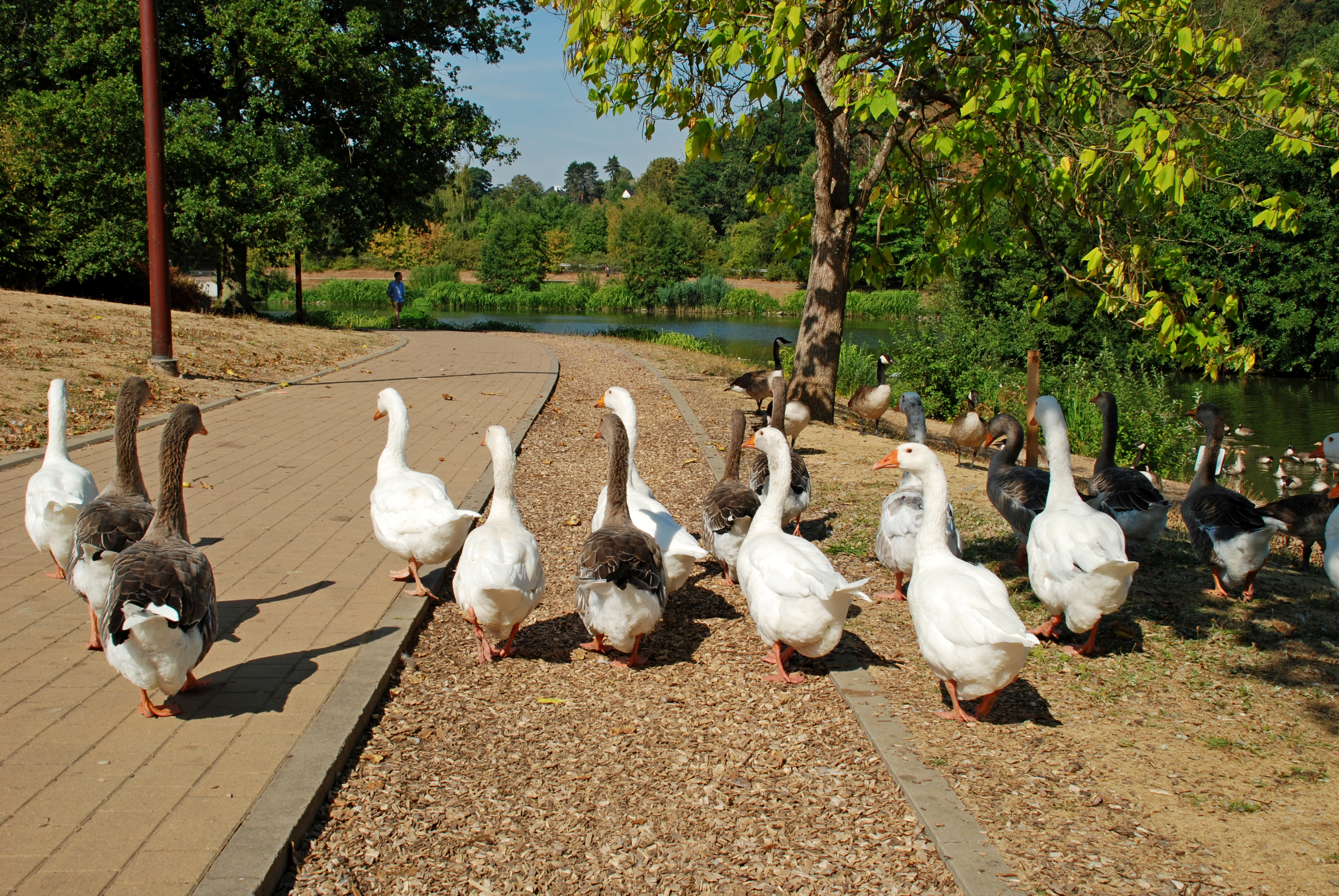
La piste finlandaise, conçue pour ménager les articulations des sportifs.

Une promenade longue de 1.570 mètres, appelée « la Rêverie du Promeneur solitaire » en référence à un tableau du peintre surréaliste René Magritte, permet de faire le tour du lac et d'en admirer toutes les richesses,,,,. Elle a été entièrement rénovée en 2012.  
Ce chemin pédestre est longé sur une longueur de 1.100 mètres par une piste finlandaise, une piste de course réalisée en copeaux de bois pour ménager les articulations des sportifs et offrir un confort s'approchant de celui des chemins dans les bois,. Des plaquettes jaunes indiquent la distance tous les 100 mètres de façon à permettre aux joggeurs de mieux gérer leur effort.
Le lac est également fréquenté par les pêcheurs. La pêche est cependant privée et réservée aux détenteurs du permis de pêche délivré par le club des pêcheurs de la Malaise. La convention passée avec le club, arrivée à échéance en 2020, n'est cependant pas renouvelée.
Quant à la baignade, elle est strictement interdite dans le lac.

## Écologie

### Faune
Le lac présente un intérêt particulier pour la flore et la faune. De nombreuses espèces d'oiseaux y font une halte migratoire et d'autres s'y retrouvent plus régulièrement : on y aperçoit des cygnes, des poules d'eau, des foulques macroules, des canards, des colverts, des oies, des bernaches, des grèbes huppés, des grèbes castagneux mais aussi des espèces plus rares comme le fuligule morillon. 
Diverses espèces d'amphibiens y ont également été observées.
Comme poissons, on y trouve des gardons, des truites arc-en-ciel, des esturgeons, des perches, des tanches, des rotengles et des brochets,.

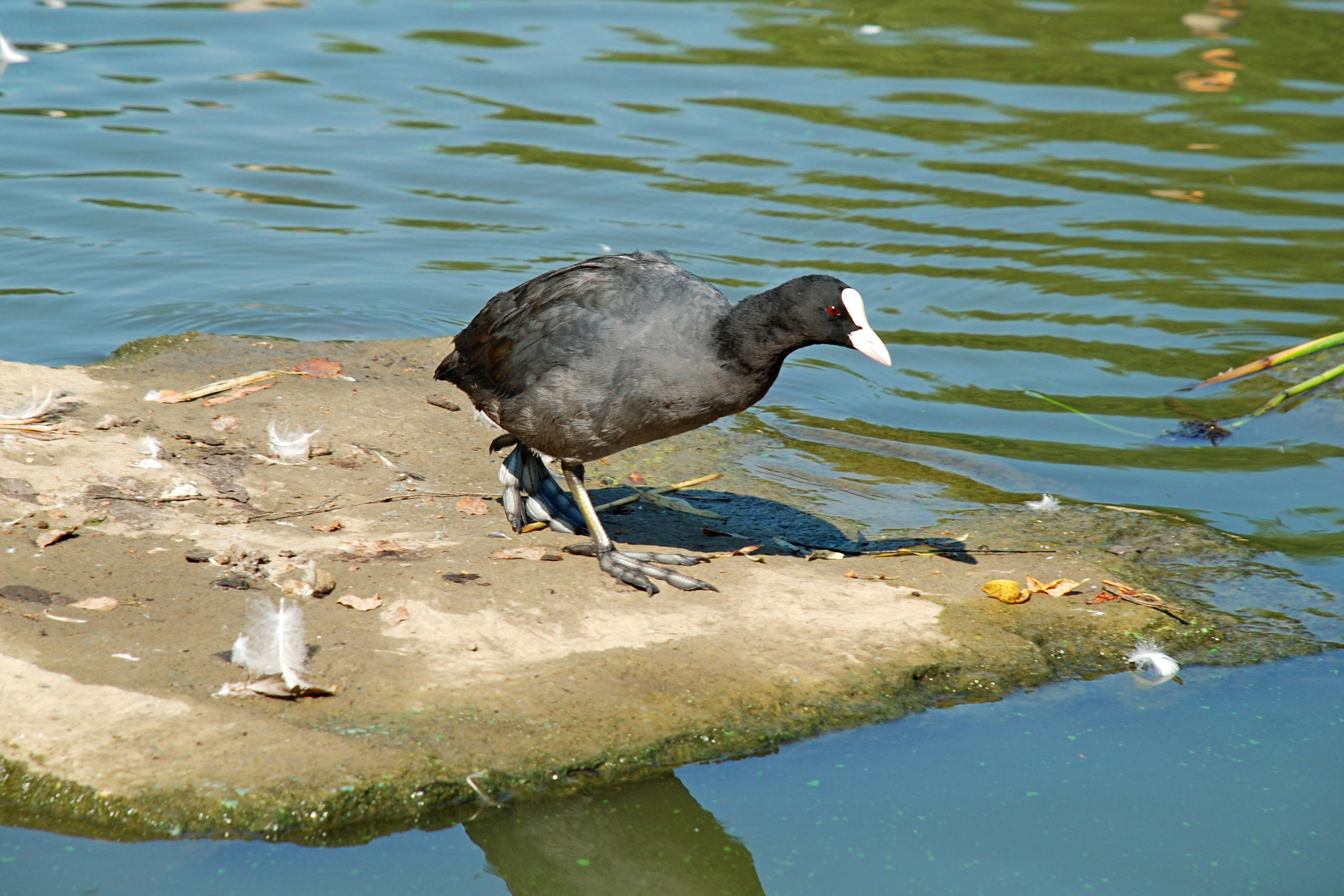
Foulque macroule.
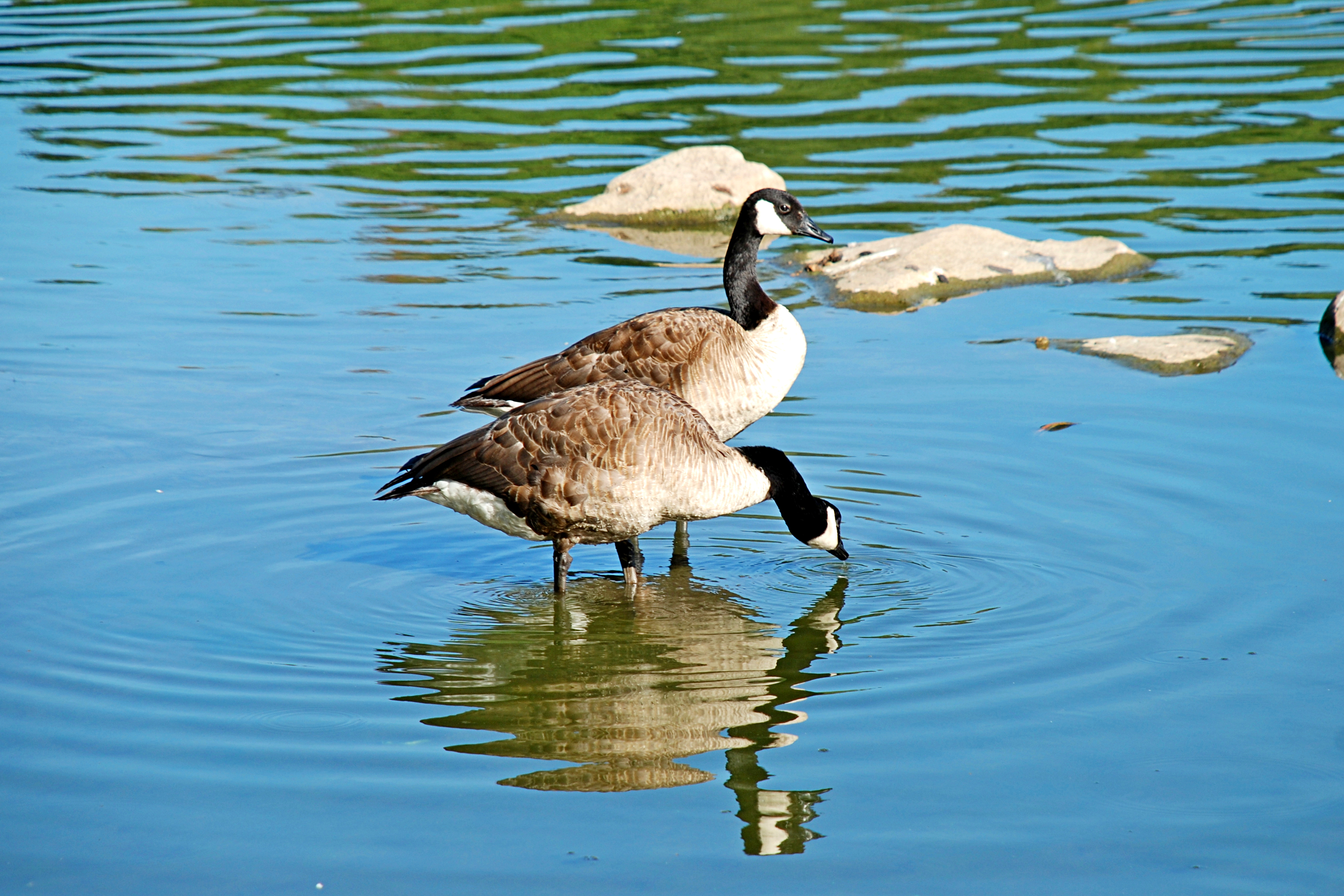
Bernaches.
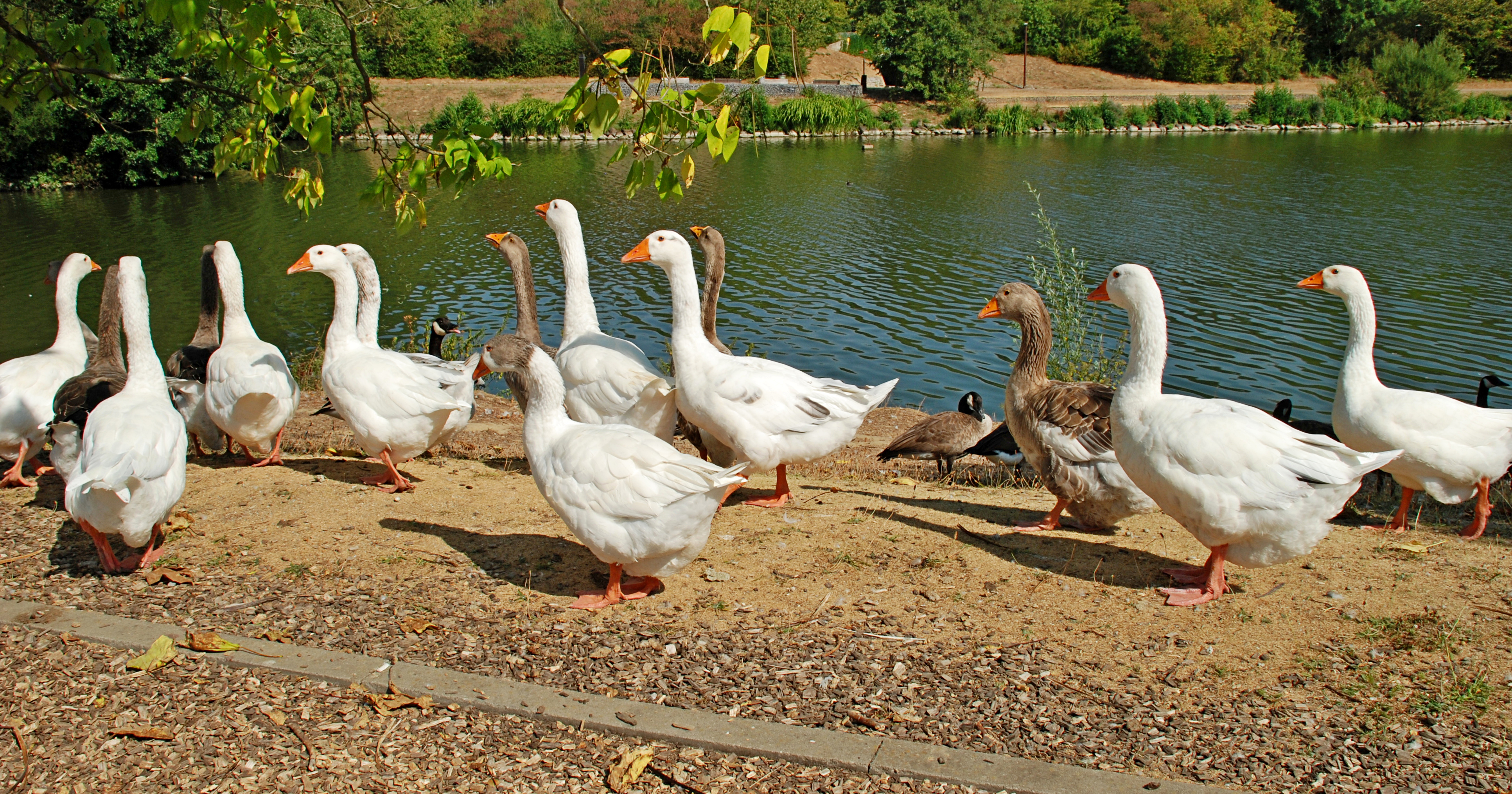
Oies.

### Flore

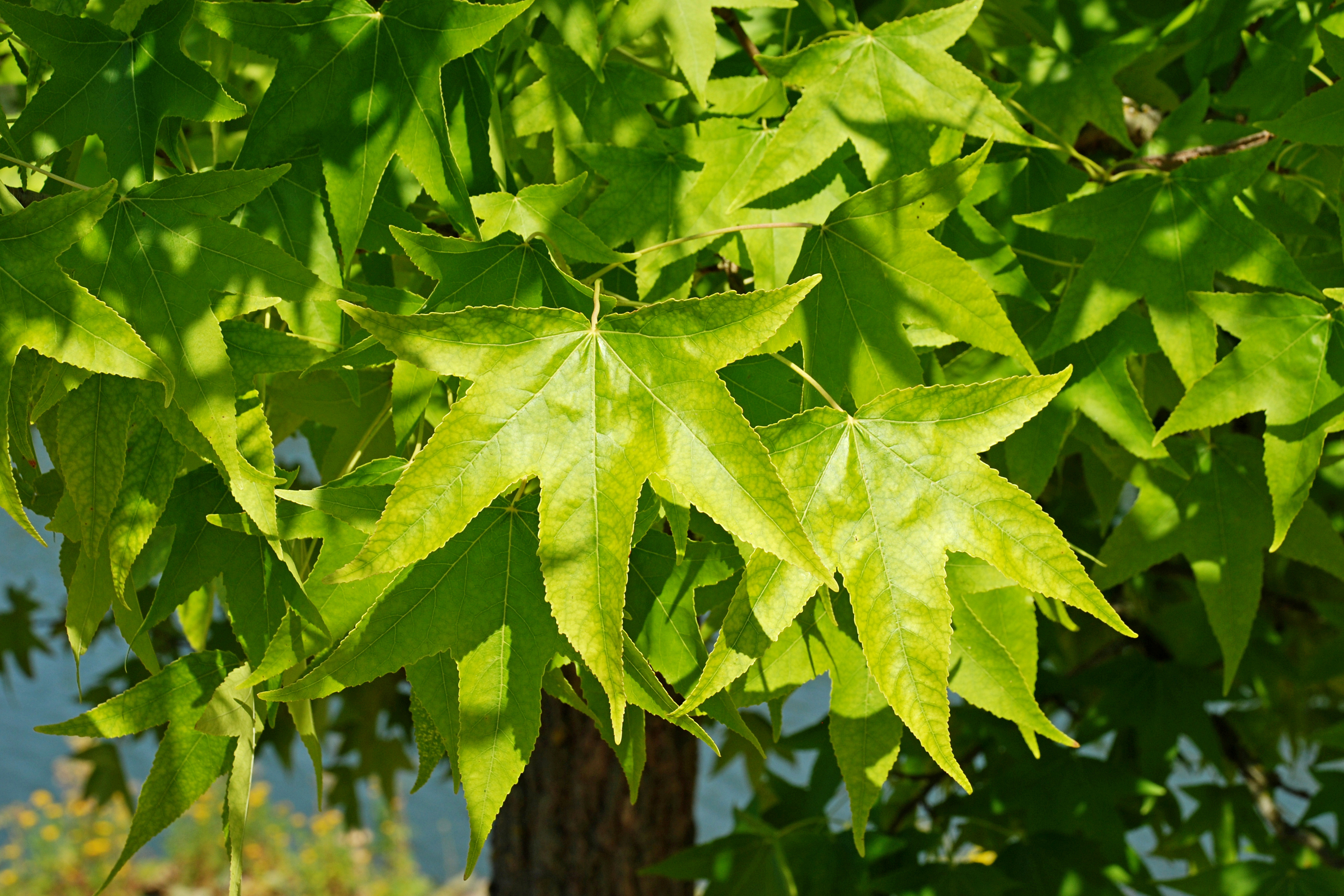
Feuilles de copalme d'Amérique.

La pointe sud du lac est occupée par une zone clôturée de 50 ares comportant six bassins aménagés :
- un bassin de désablage et de décantation des eaux de ruissellement ;
- quatre bassins de multiplication de plantes aquatiques :
  - massettes
  - phragmites (roseaux)
  - iris jaunes
  - jonc des chaisiers
- une frayère pour les poissons

La végétation arborée de cette zone comprend des aulnes, des saules, des chênes, des sorbiers, des viornes obier, des copalmes d'Amérique…
La végétation herbacée du pourtour du lac est composée de massettes, de roseaux, de menthe, de salicaire, de solidage, d'épilobe, d'iris jaunes…
En août 2022, le lac est en proie à une invasion d'algues exotiques dont la croissance est favorisée par la canicule de 2022 en Europe. Toutefois, ces algues ne seraient pas toxiques pour la faune locale.

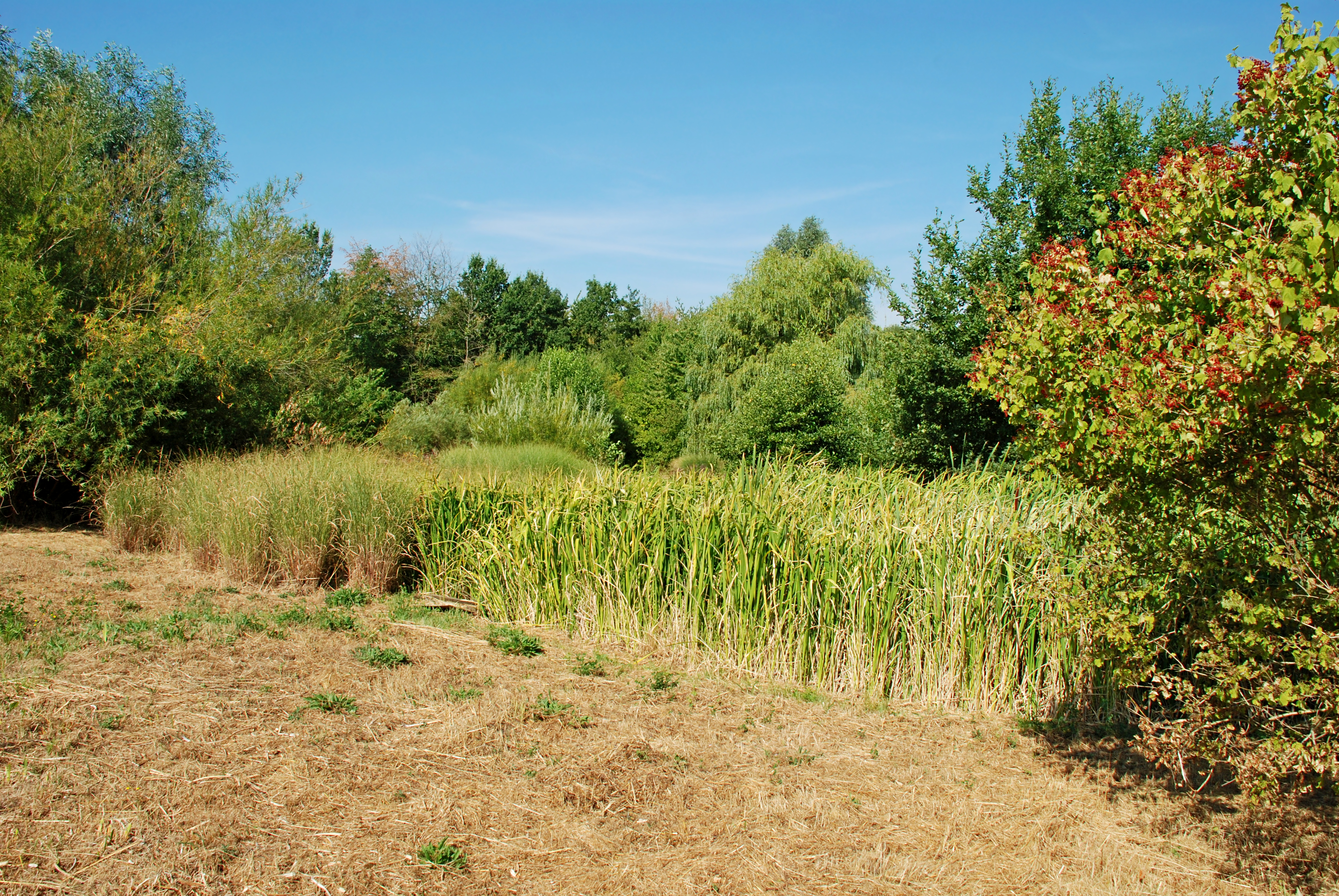
La végétation de la zone sud : saules, viornes obier, joncs, massettes…
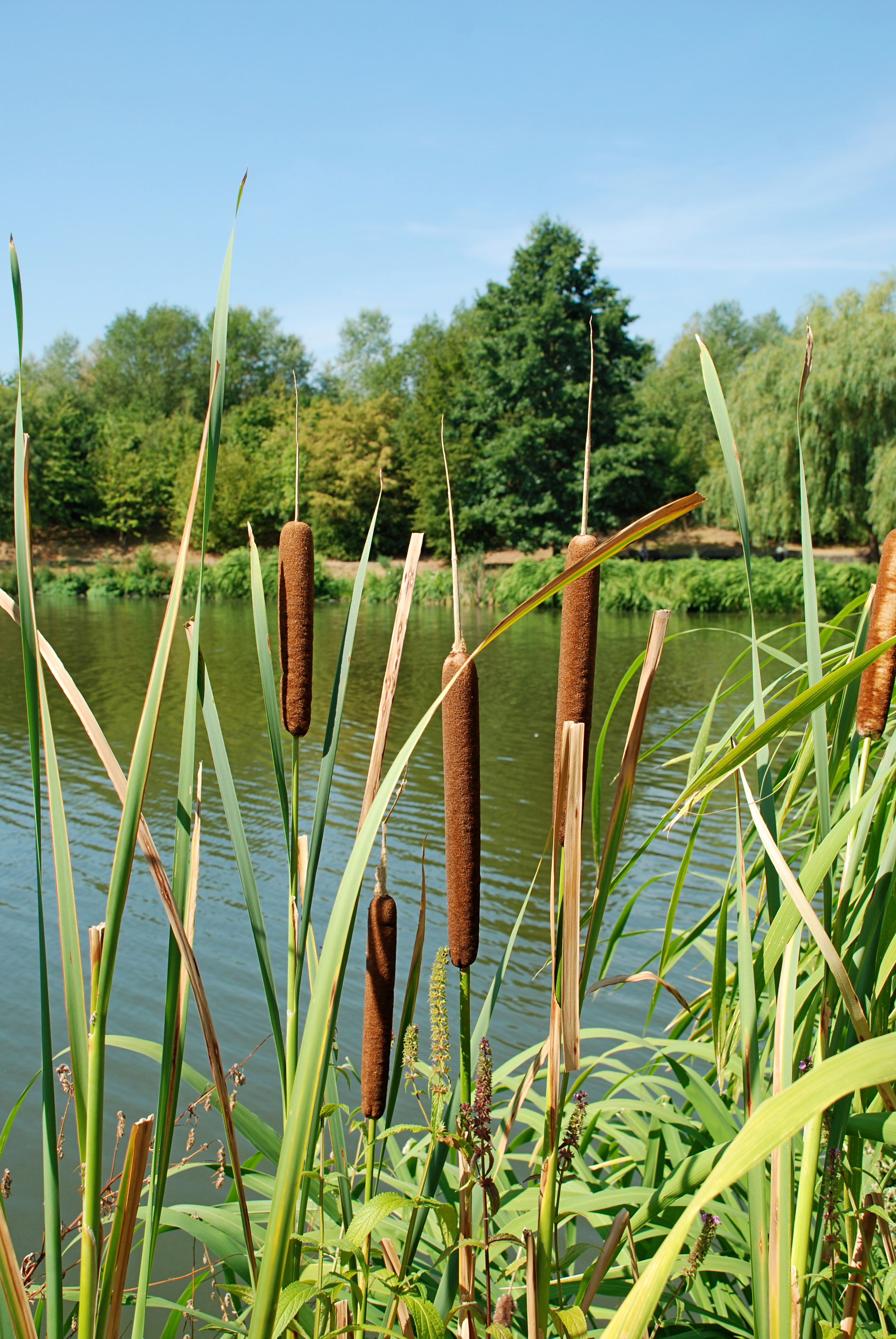
Massettes.
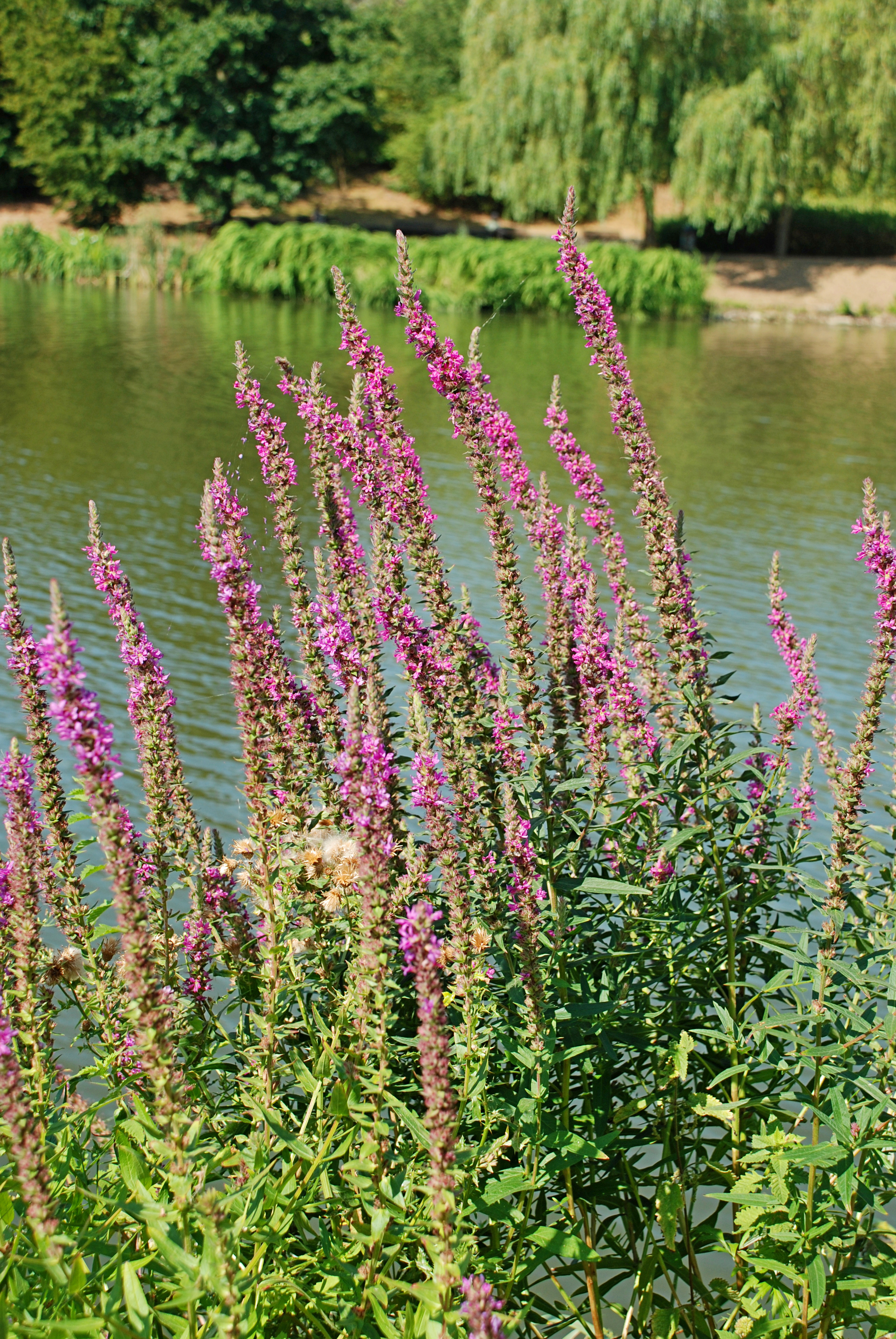
Salicaire.
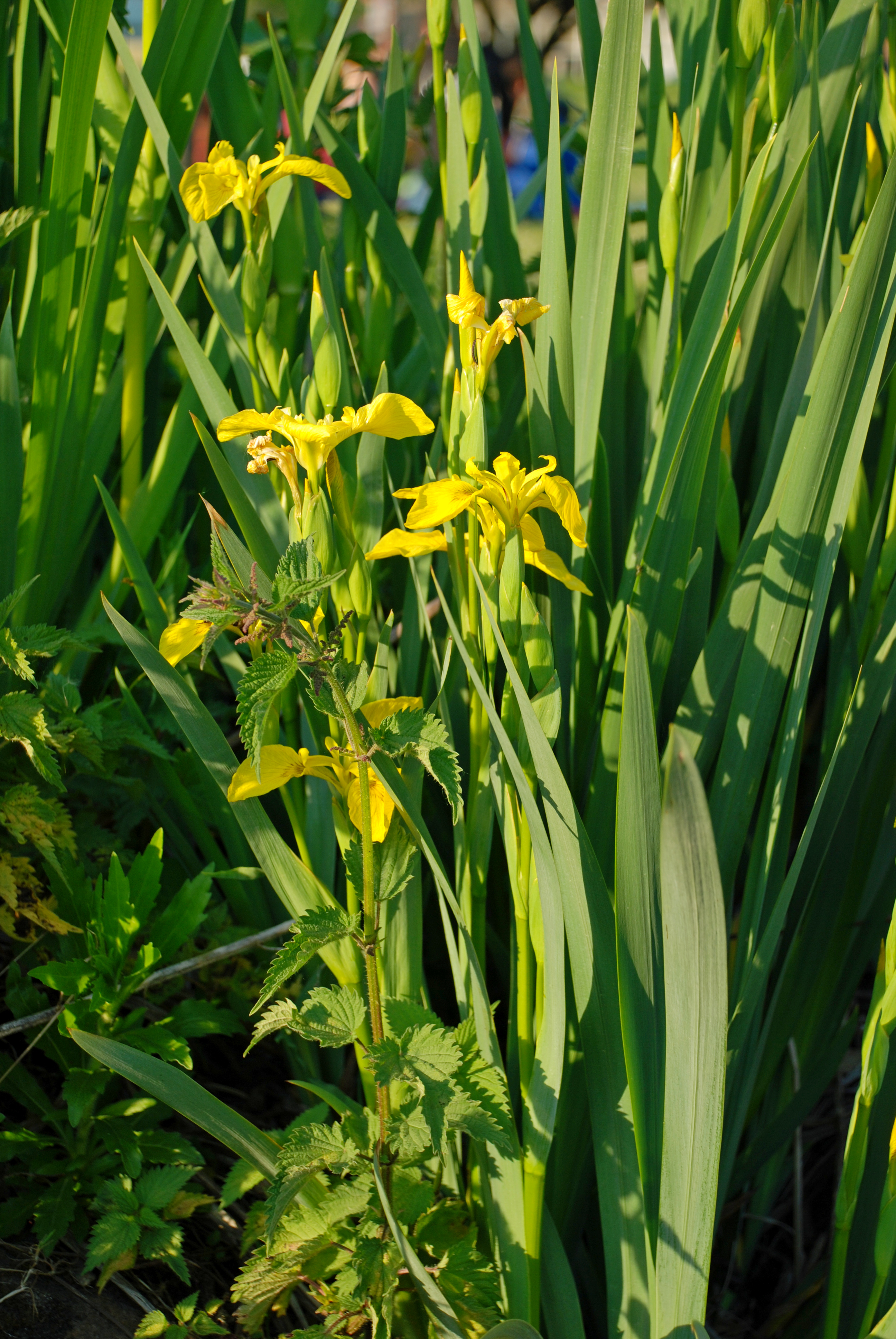
Iris jaunes.

### Assecs

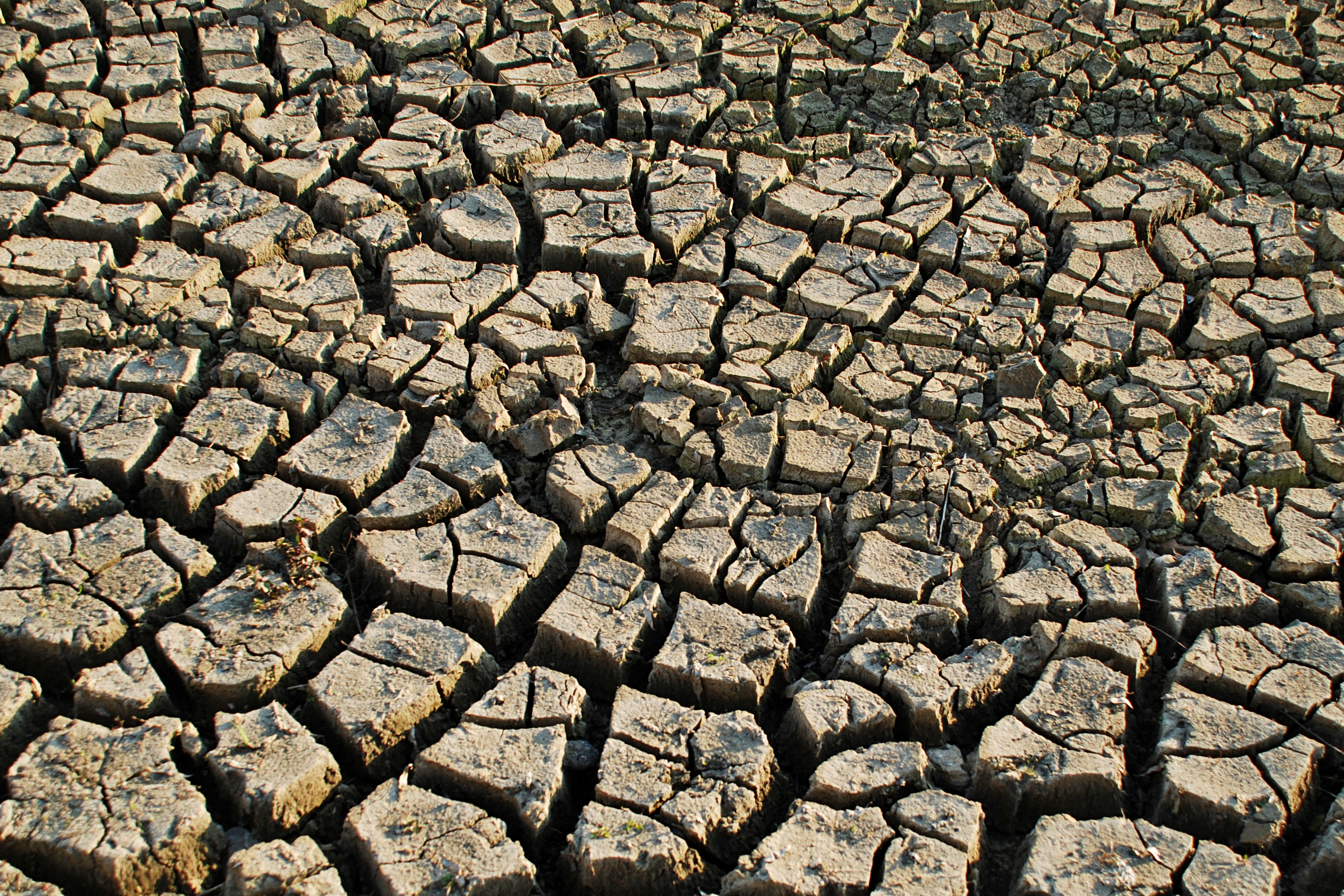
La vase craquelée lors de l'assec 2019.

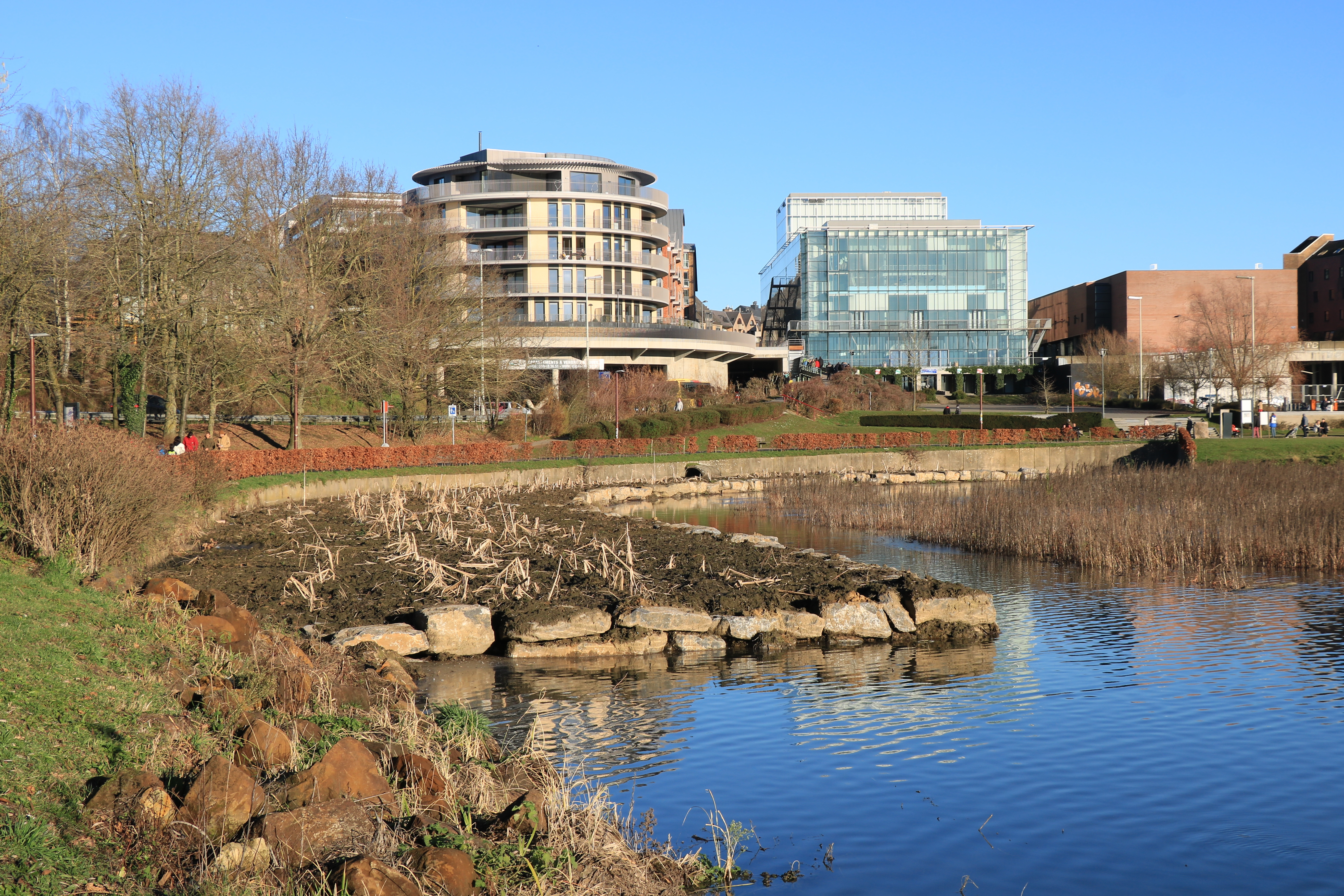
Zone remise en état lors de l'assec 2019.

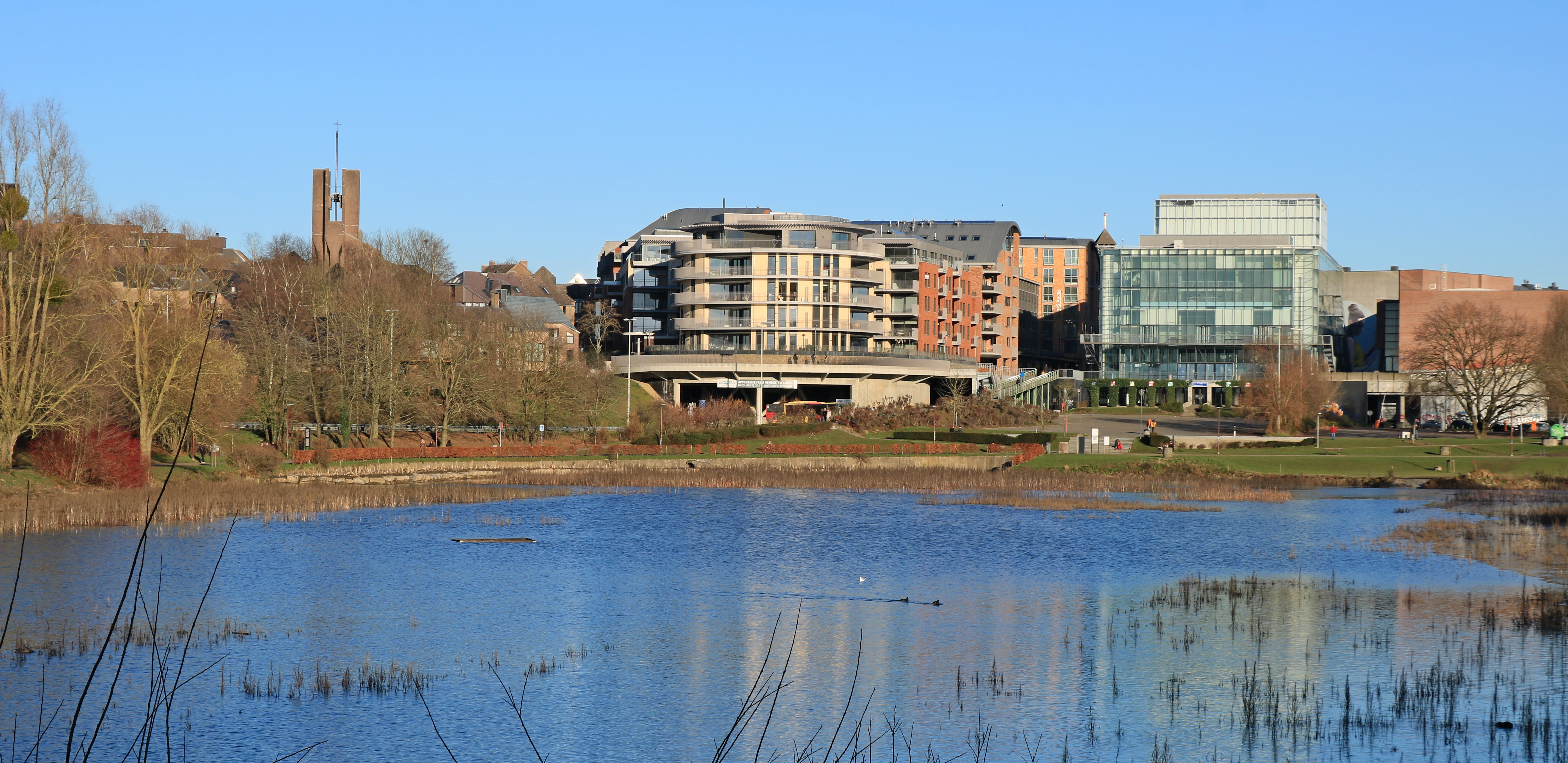
Le lac à la fin de son remplissage après l'assec 2019.

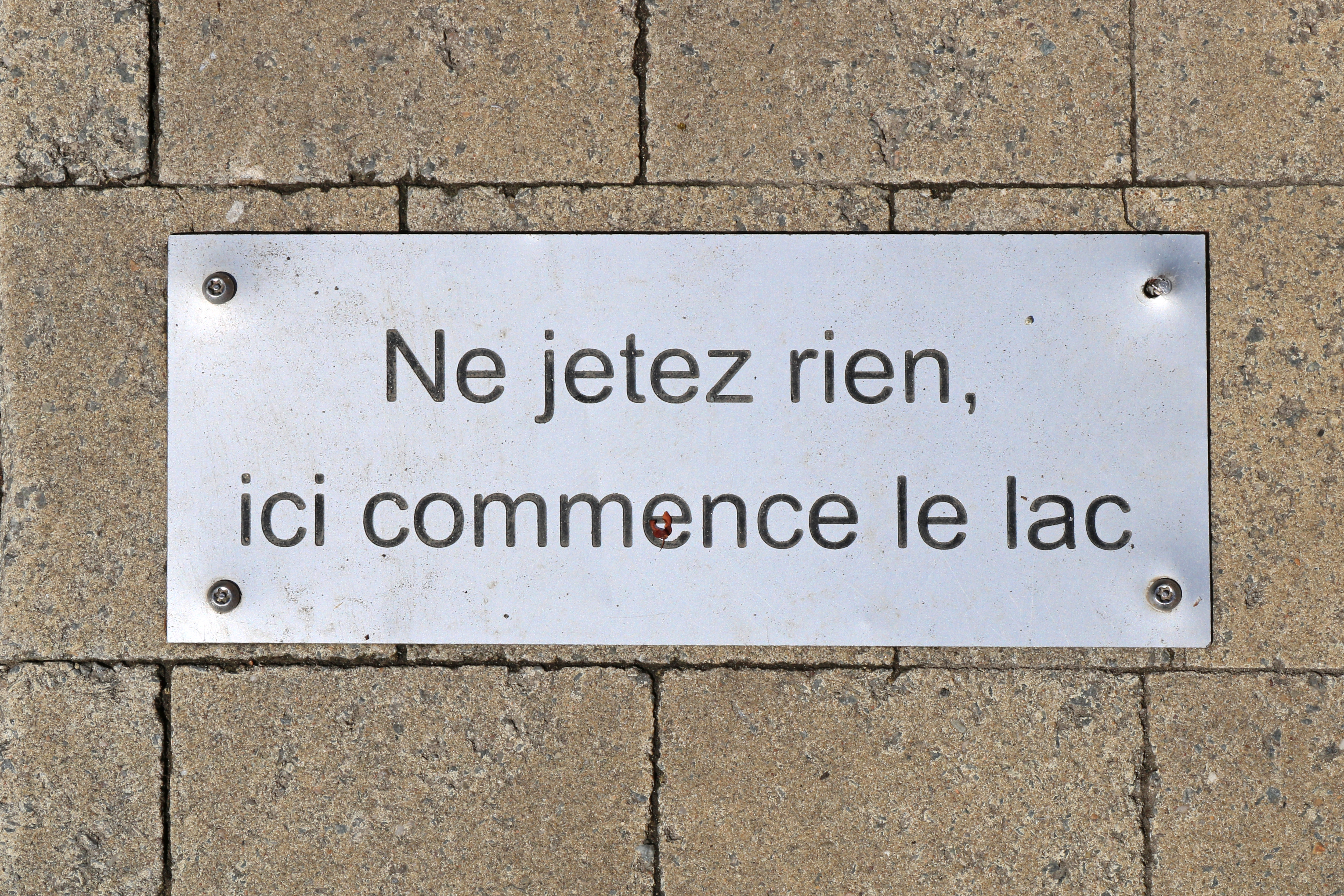
« Ne jetez rien, ici commence le lac ».

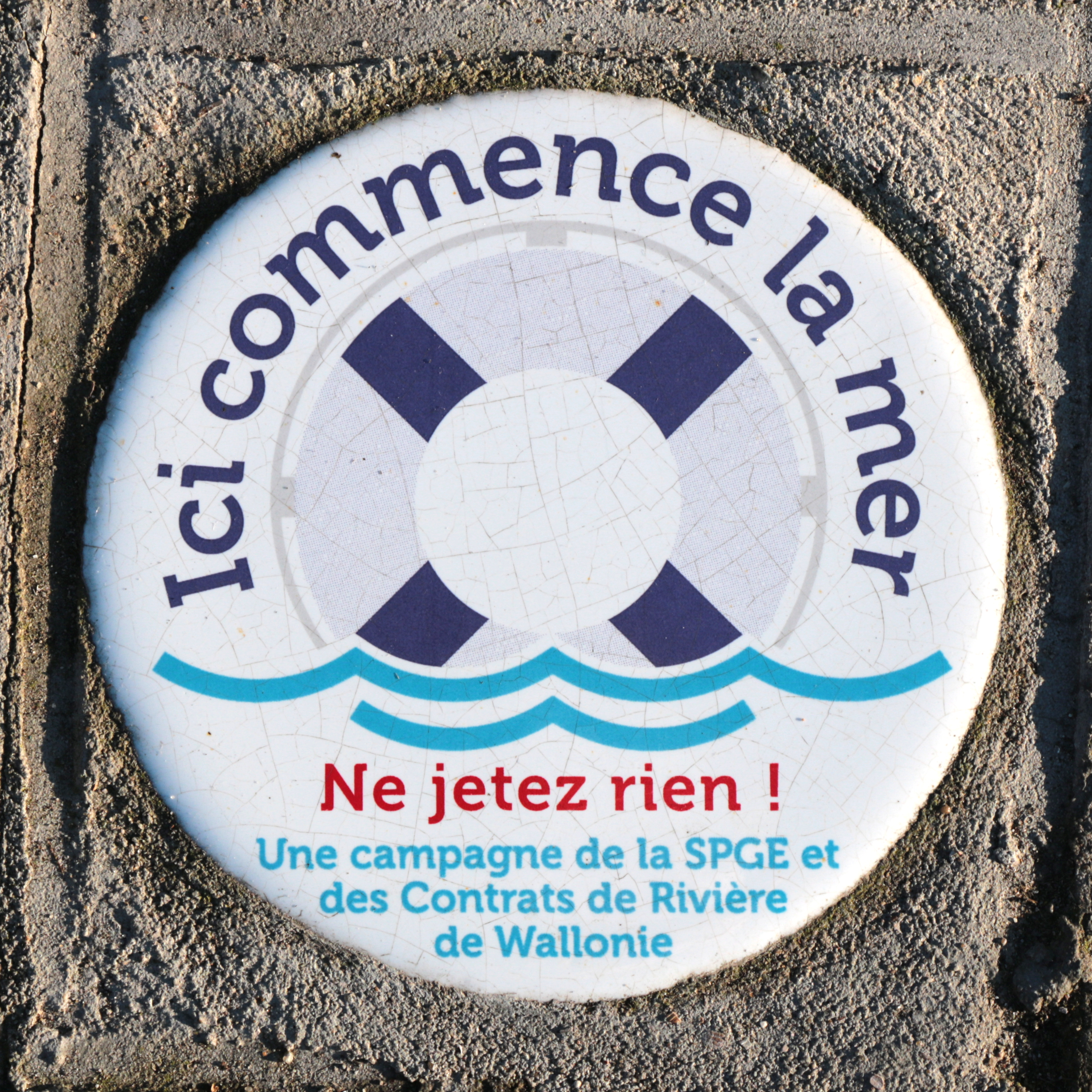

Comme il a été dit plus haut, le réseau d'égouts de Louvain-la-Neuve est un « réseau séparatif » : chaque rue possède un double réseau d'égouts et chaque habitation un double raccordement, respectivement pour les eaux de pluie et pour les eaux usées,,. Les eaux de pluie sont déversées dans le lac de Louvain-la-Neuve et les eaux usées sont dirigées vers le collecteur de la Dyle et la station d'épuration de Wavre,,. 
Les eaux du lac sont régulièrement polluées, probablement par des riverains, étudiants et commerçants qui jettent des liquides pollués comme des restes de peinture dans les avaloirs situés sur la voie publique,, et ces polluants aboutissent dans le lac. Ces pollutions entraînent régulièrement des opérations de mise en assec du lac.
En 2009, un examen montre que les eaux du lac sont fortement polluées. L'UCL décide alors de vider le lac pour l'assainir et réaménager ses abords. Le lac est vidé de ses eaux en novembre 2009 : tous les poissons et crustacés sont recueillis avant la mise à sec complète et des étudiants s'impliquent dans le nettoyage du lac, ramassant au fond du lac des vélos, des motos, des boîtiers DVD et même un coffre-fort et un revolver. Le lac reste à sec pendant près d'un an et est remis en eau le 5 octobre 2010 : il retrouve alors une eau plus claire et une végétation plus riche.
Une deuxième opération de mise en assec du lac en 2014 est un fiasco parce qu'elle n'est que partielle.
En février 2019, une troisième opération de mise en assec du lac est entamée car l'eau du lac est redevenue très trouble et certaines plantes comme les nénuphars et l'élodée ont disparu. Cette troisième opération de mise en assec du lac est une mise en assec totale, comme la première fois. Les poissons sont retirés le 26 février. Environ quatre tonnes de poissons (gardons, perches, rotengles, brochets, ides) sont récupérés en collaboration avec le Département de la nature et des forêts (DNF) de la Région wallonne et des étudiants. Ils sont transférés dans les piscicultures de l'UCLouvain, vers d'autres sites naturels, dans le bois de Lauzelle ainsi que dans la Meuse,. Des écrevisses de Louisiane, une espèce invasive, sont observées dans le lac mis à sec et doivent être détruites conformément à la législation.
Les vannes du lac sont ensuite ouvertes pendant une quinzaine de jours pour que l'eau s'écoule progressivement vers la Malaise et la Dyle. Comme le décrit le bulletin communal avant l'opération : « La vase va se minéraliser, se craqueler, se transformer chimiquement, devenir fertile. Les graines enfouies à l'intérieur vont retrouver de l'oxygène et commencer à germer. On va voir apparaître du plantain d'eau, des épilobes, du trèfle d'eau, de la véronique, de la menthe d'eau, du mouron des oiseaux, la renoncule scélérate, la salicaire… La surface deviendra verte et fleurie comme un marais. ». Le fond du lac passe par trois phases successives : paysage lunaire de mars à avril, reprise de la végétation d'avril à juin et minéralisation de la vase de juin à octobre.
Le service de gestion de l'espace extérieur (GPEX) de l'UCLouvain profite de l'opération pour modifier le « moine » (ouvrage en béton jouant le rôle de trop plein), remettre les lagunages en état, restaurer les cinq îles flottantes et essayer de contrôler l'invasion des rives par le Zizania, un riz sauvage « qui fait crever toutes les autres plantes autour de lui »,. 
La remise sous eau est faite à la fin du mois d'octobre 2019: il faut une à deux semaines pour que le lac retrouve son niveau initial. Lors de la remise en eau, les plantes non aquatiques meurent et l'eau du lac devient trouble en un premier temps, mais elles sont ensuite digérées par les bactéries et l'eau redevient claire. Quelques gardons et rotangles retrouvent les eaux du lac en janvier 2020, mais la plus grande partie des poissons n'a pas pu être remise dans le lac avant le confinement provoqué par la maladie à coronavirus 2019 et devra attendre pour cela l'hiver 2020-2021.
Après l'assec 2019, pour sensibiliser le grand public, les habitants, les étudiants, les sociétés de nettoyage, les commerçants et le secteur horeca au fait que le lac commence dès les avaloirs situés en rue et qu'il est important de ne pas y jeter de déchets comme de l'huile de friture usagée, des chewing-gums, des emballages de bonbon ou des mégots de cigarette, l'UCLouvain et la Ville placent en 2020 des plaques « Ne jetez rien, ici commence le lac » à côté d'une cinquantaine d'avaloirs dans les rues de Louvain-la-Neuve,. Par ailleurs, et dans le même esprit, des macarons en pierre de lave émaillée symbolisant une bouée et affichant « Ici commence la mer - Ne jetez rien ! » sont placés en mars 2020 près des avaloirs à l'échelle de la région concernée par le contrat de rivière Dyle-Gette,.
La prochaine intervention aura lieu en 2024 avec une mise en assec élémentaire et, en 2029, le lac connaîtra à nouveau une mise en assec totale.

Assec 2019
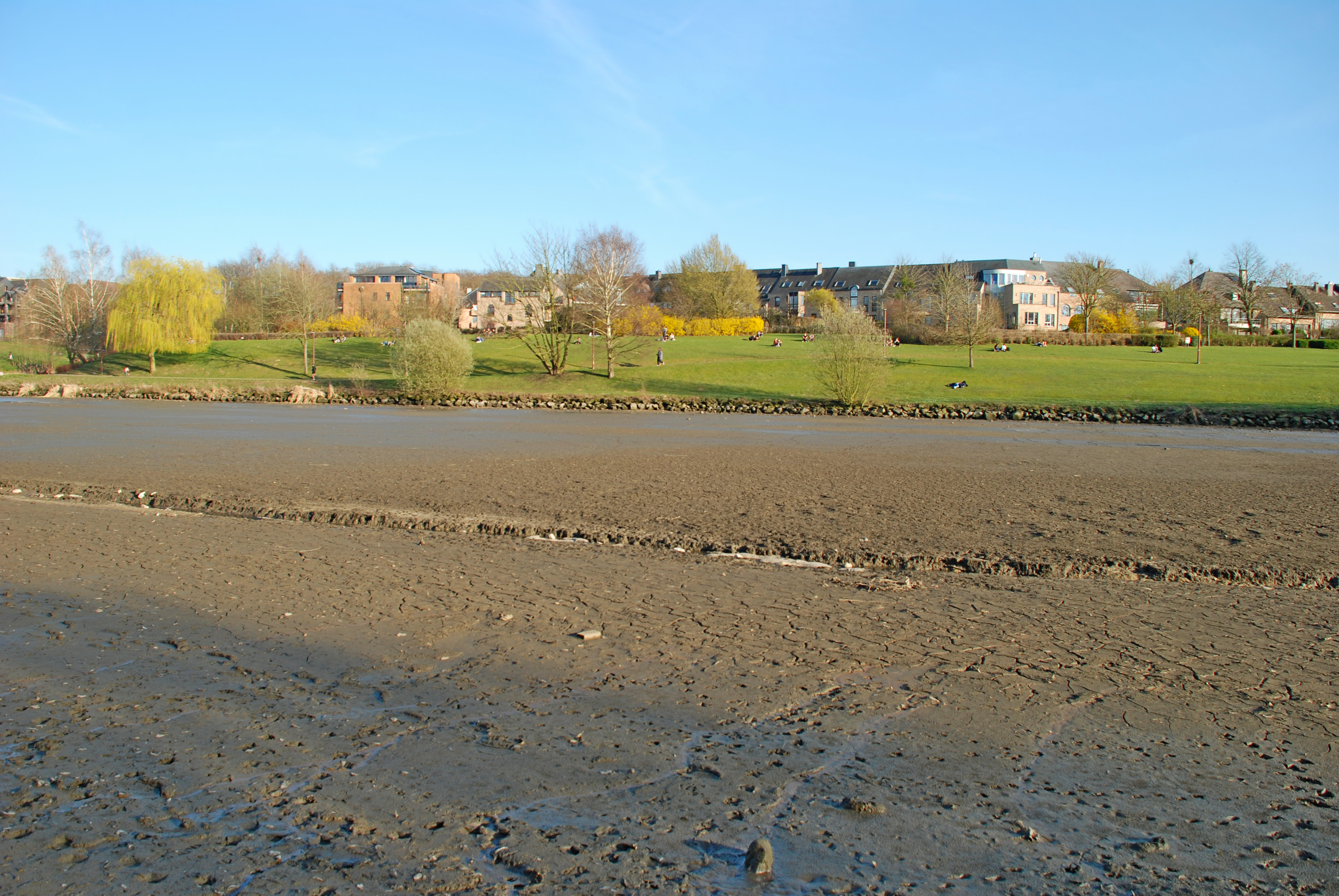
Vue vers la rive orientale.
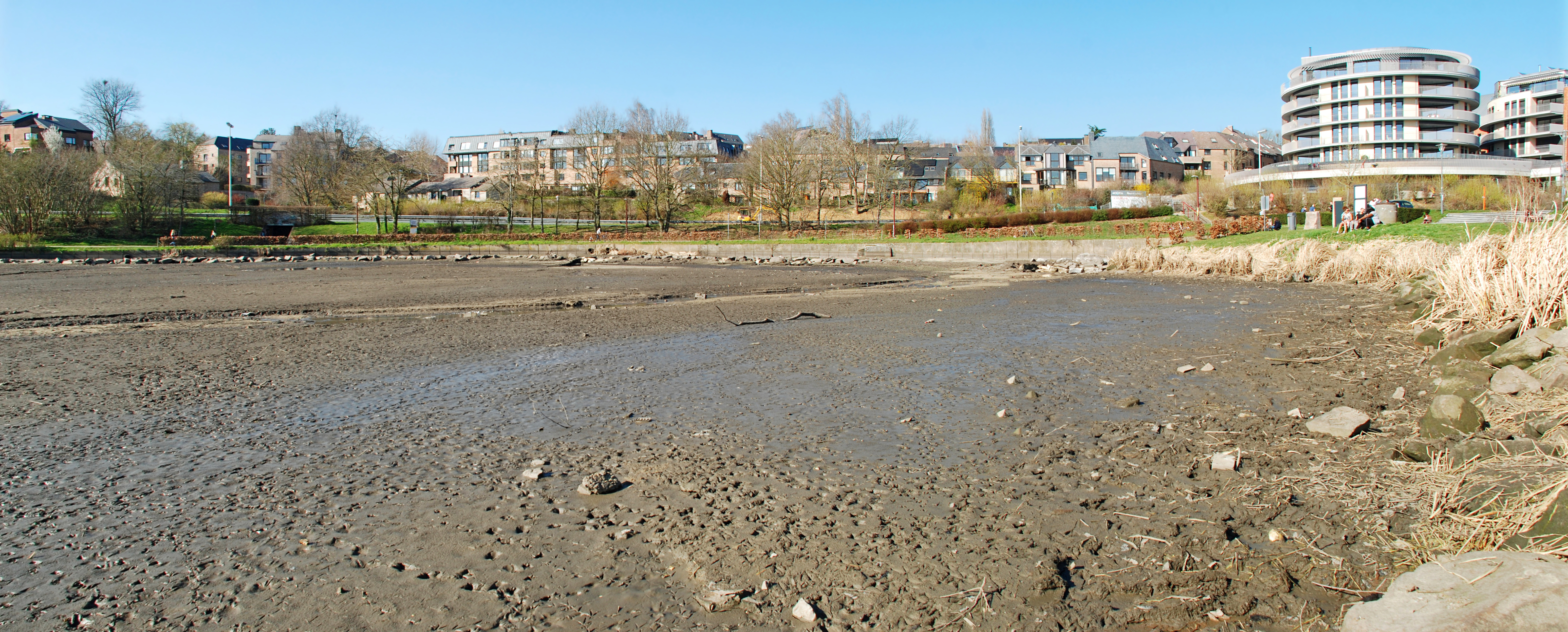
La pointe nord du lac à sec.

## Art public près des rives du lac

### Statue-banc Yves du Monceau
Le long de la « Rêverie du Promeneur solitaire », à la pointe nord-est du lac, près de l'Aula Magna, se dresse un banc en bronze qui perpétue le souvenir d'Yves du Monceau de Bergendal, bourgmestre d'Ottignies de 1958 à 1978, puis d'Ottignies-Louvain-la-Neuve de 1978 à 1988.
La sculpture de celui qui était le bourgmestre d'Ottignies à l'époque de la fondation de Louvain-la-Neuve a été commandée par son fils Diego au sculpteur britannique David Williams-Ellis (en) et offerte à l'UCLouvain et à la Ville d'Ottignies-Louvain-la-Neuve. Elle a été inaugurée le 18 juin 2020 en présence de la comtesse Rainy du Monceau, veuve d'Yves du Monceau, de quelques représentants de la famille et des autorités universitaires et communales.
Le bulletin communal d'Ottignies-Louvain-la-Neuve évoque la statue-banc en ces termes : « Yves du Monceau de Bergendal accueille désormais vos confidences au bord du lac de Louvain-la-Neuve, juste en face de l'Aula Magna. À moins qu'il vous souffle quelques idées pour l'avenir de la ville ? ».

Statue-banc Yves du Monceau (David Williams-Ellis 2020)
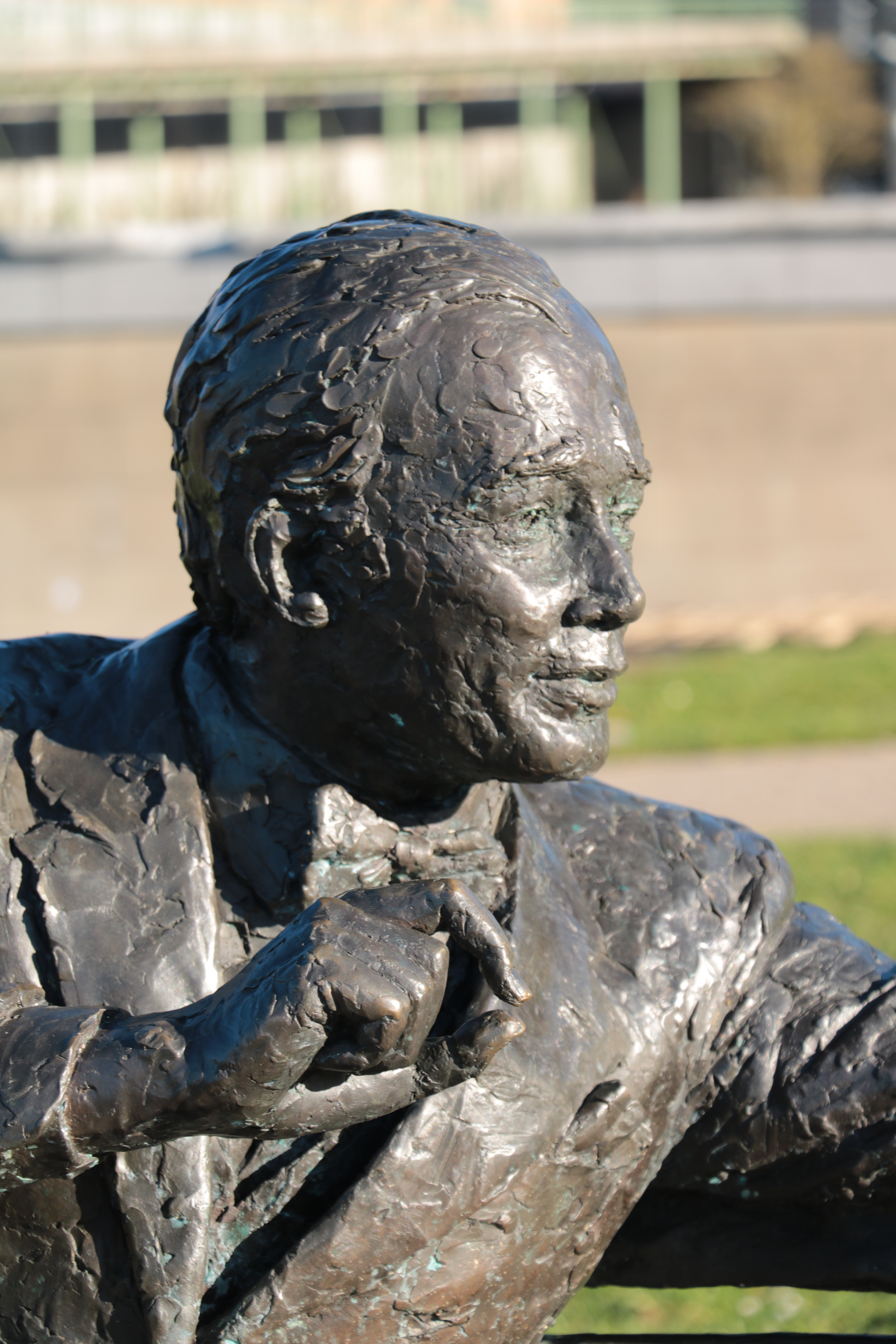
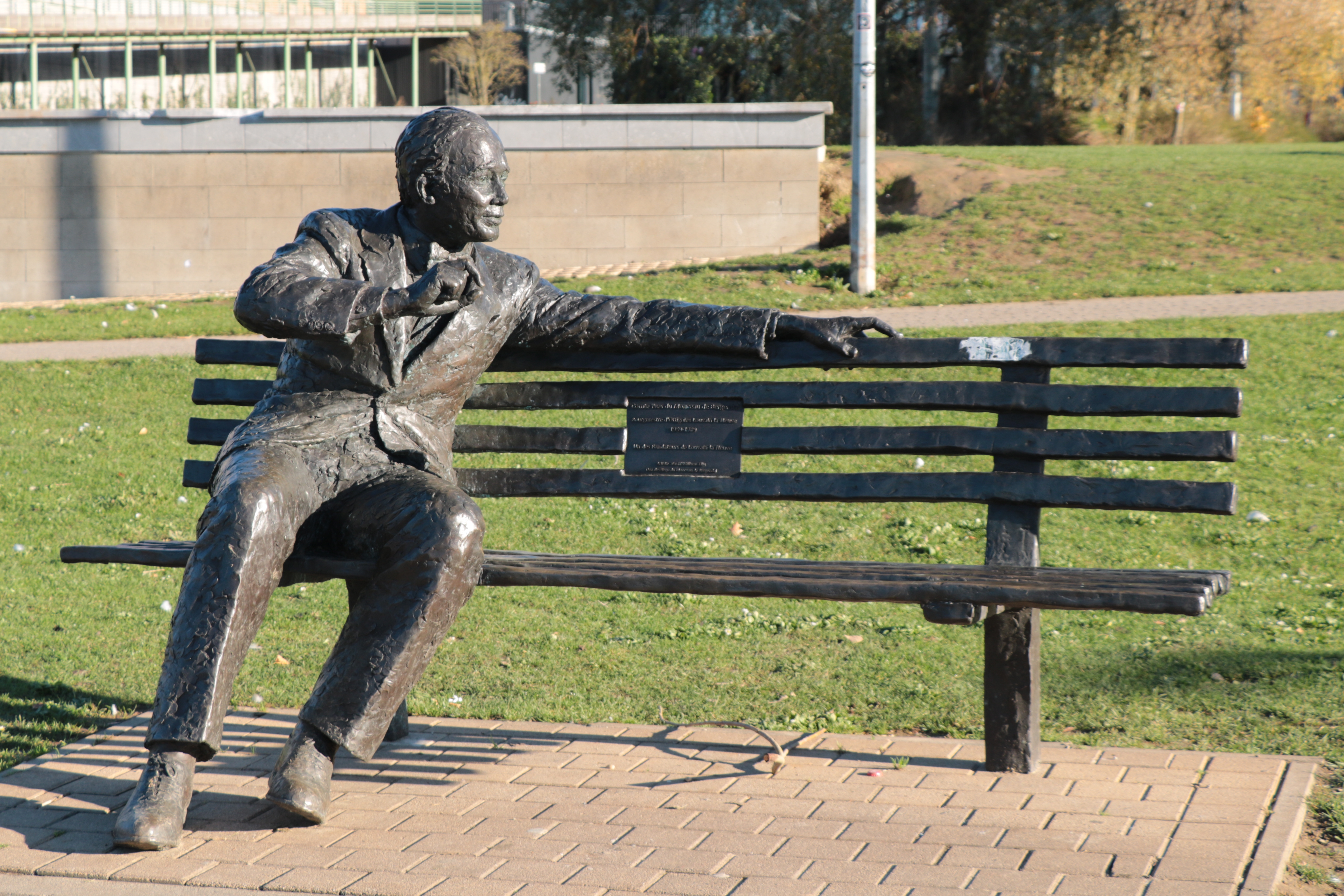
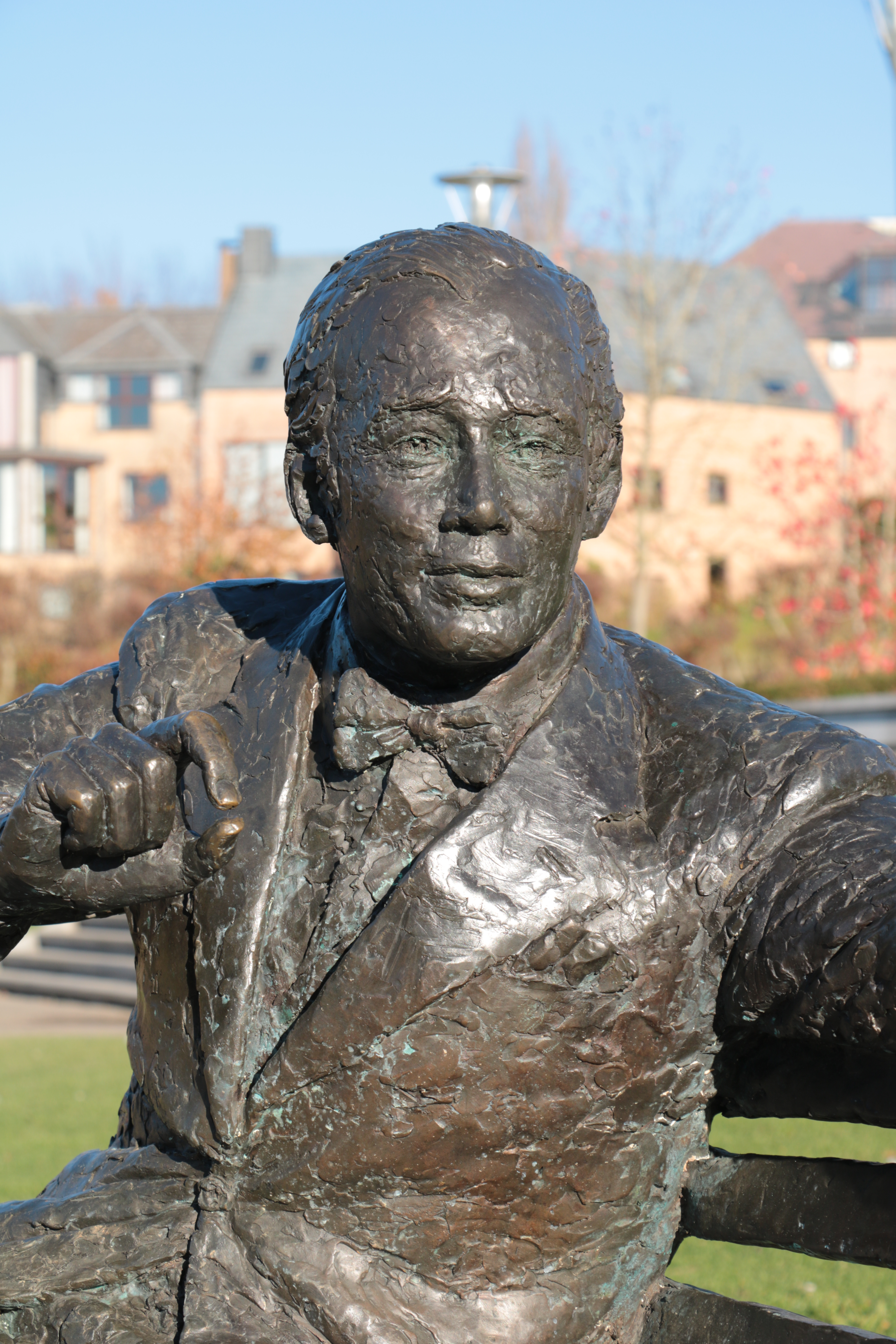
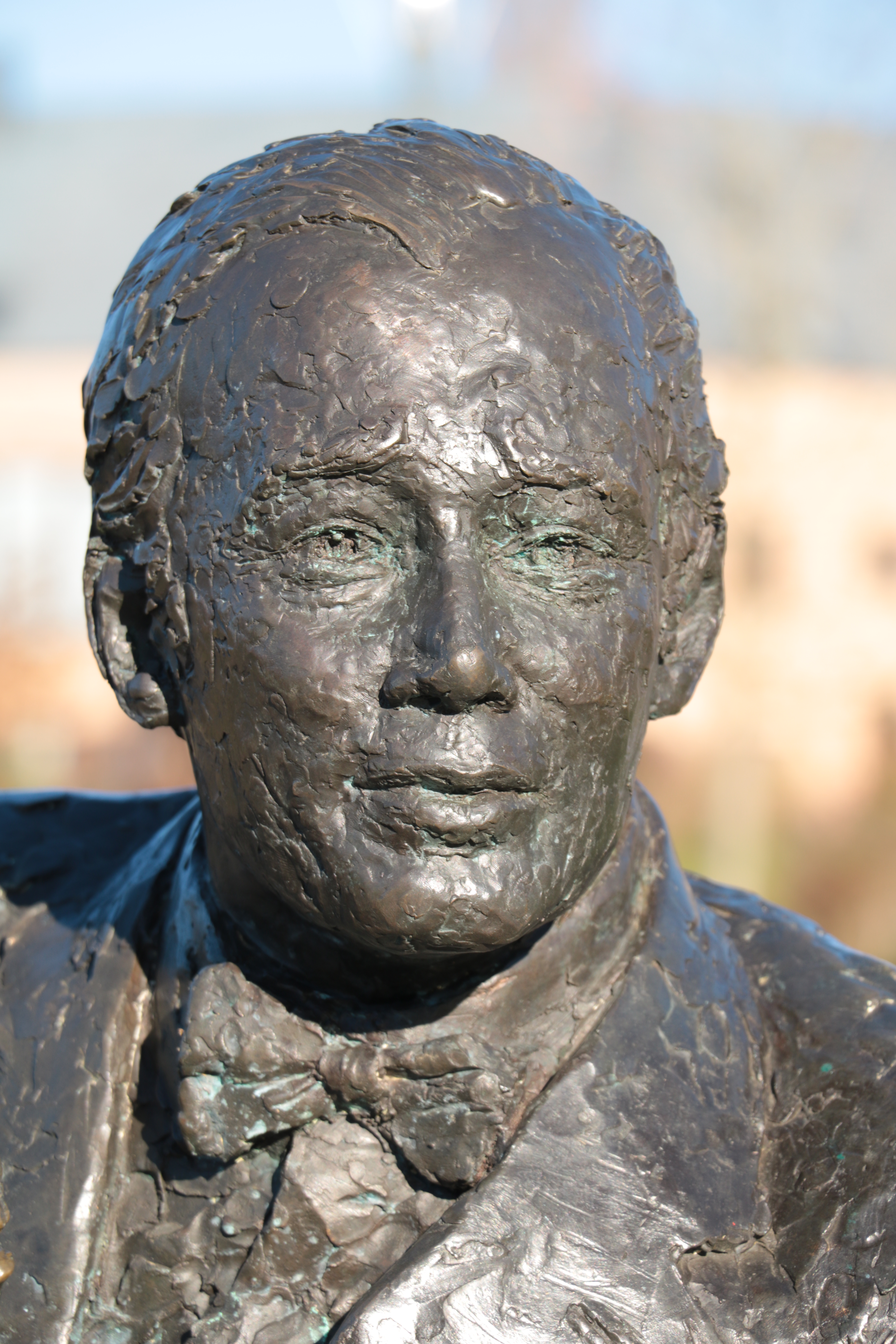

### Racine de camphrier
La rive orientale du lac est ornée d'une énorme racine de camphrier pêchée dans la mer du Japon il y a 60 ans. Restaurée par Sofu-Teshigara, grand maître de l'école Sogetsu-ikebana, la racine a été confiée en dépôt à l'UCL en 1993.
Cette racine, surnommée « tortue » ou « bout de bois chelou » par les habitués du coin, est située dans l'angle formé par le sentier « Rêverie du Promeneur solitaire » qui borde le lac et la scavée du Point du Jour.

Racine de camphrier (Sofu-Teshigara 1993)
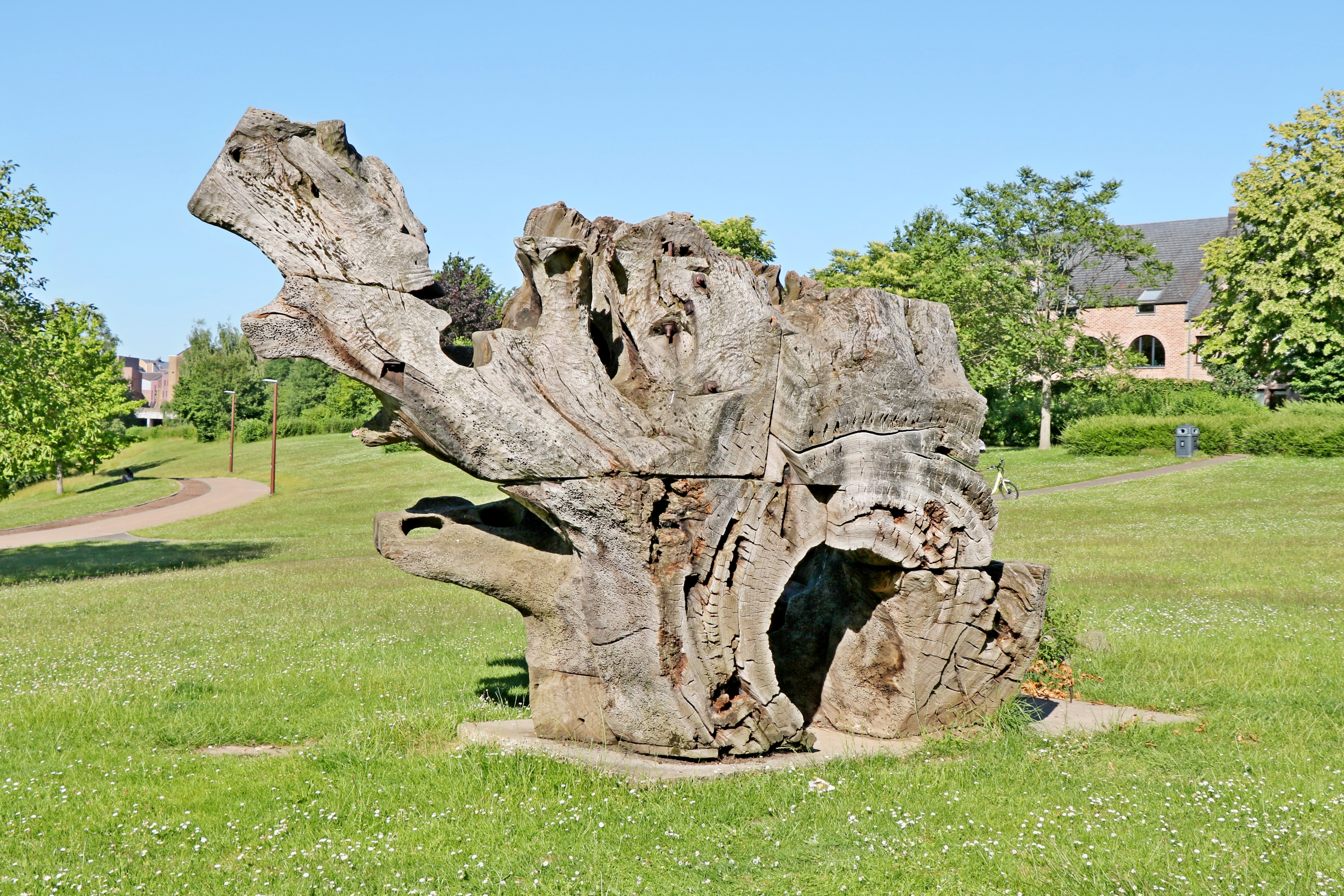
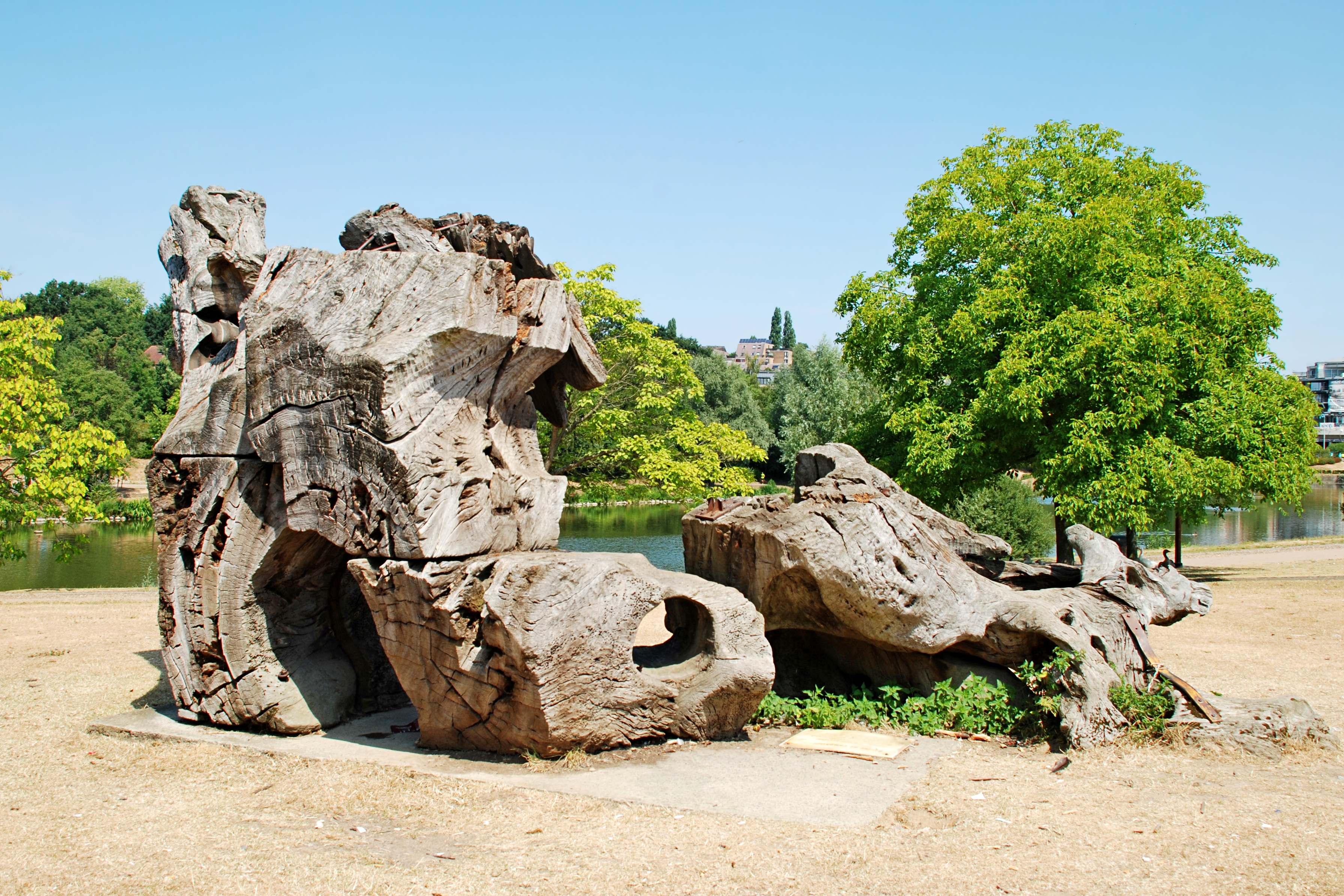

### Street art

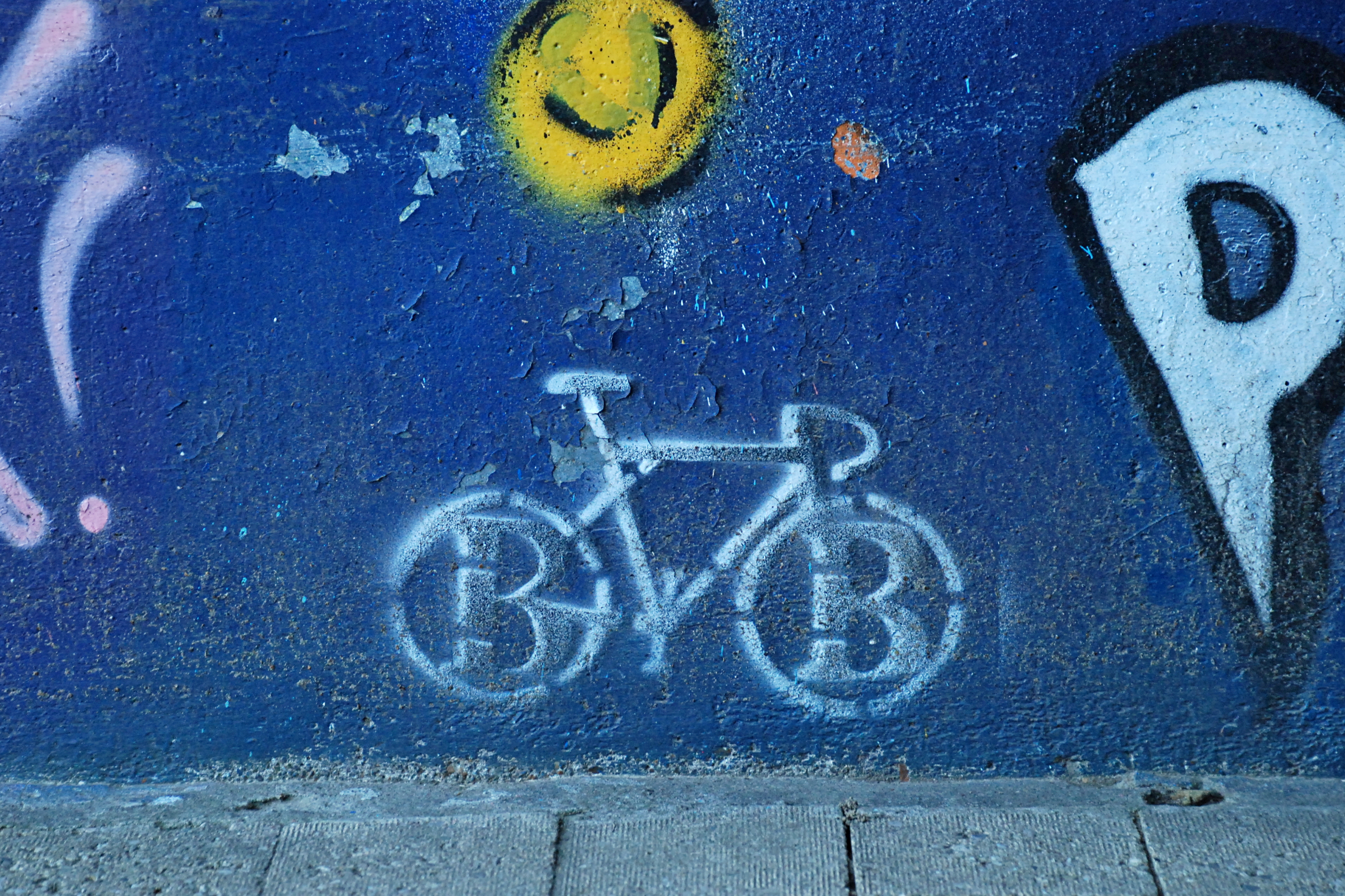
Bicyclette.

#### Premier tunnel piétonnier
À l'ouest du lac, un tunnel piétonnier qui permet de passer sous le boulevard André Oleffe est orné de graffitis aux couleurs vives.
Comme l'indique un grand tag à l'entrée du tunnel, ces fresques sont sponsorisées par les maisons des jeunes d'Ottignies (« Le Centre Nerveux »), de Wavre (« Vitamine Z »), de Chaumont-Gistoux (« Haribus ») et de Louvain-la-Neuve, la maison des jeunes « Chez Zelle » qui assura le soutien logistique du festival international d'art urbain (street art) et de graffiti Kosmopolite Art Tour 2012 à Louvain-la-Neuve et qui fut ensuite co-organisatrice du Kosmopolite Art Tour 2015 à Louvain-la-Neuve. « Les murs étaient délabrés et l'endroit lugubre. Avec les fresques, la dynamique du lieu a complètement changé » assure Fred Lebbe, animateur de la maison des jeunes « Chez Zelle ».
On y voit une fresque « Planet rap » où le micro prend l'allure d'une fusée, une fresque représentant un astronaute dont la visière se fait tagger, la terre vue du cosmos et une bicyclette dont les roues semblent marquées du sigle de la SNCB. La fresque « Planet rap » a été remplacée en 2020 par une autre fresque réalisée par les enfants de l'Atelier aux couleurs du Monde du centre Placet.

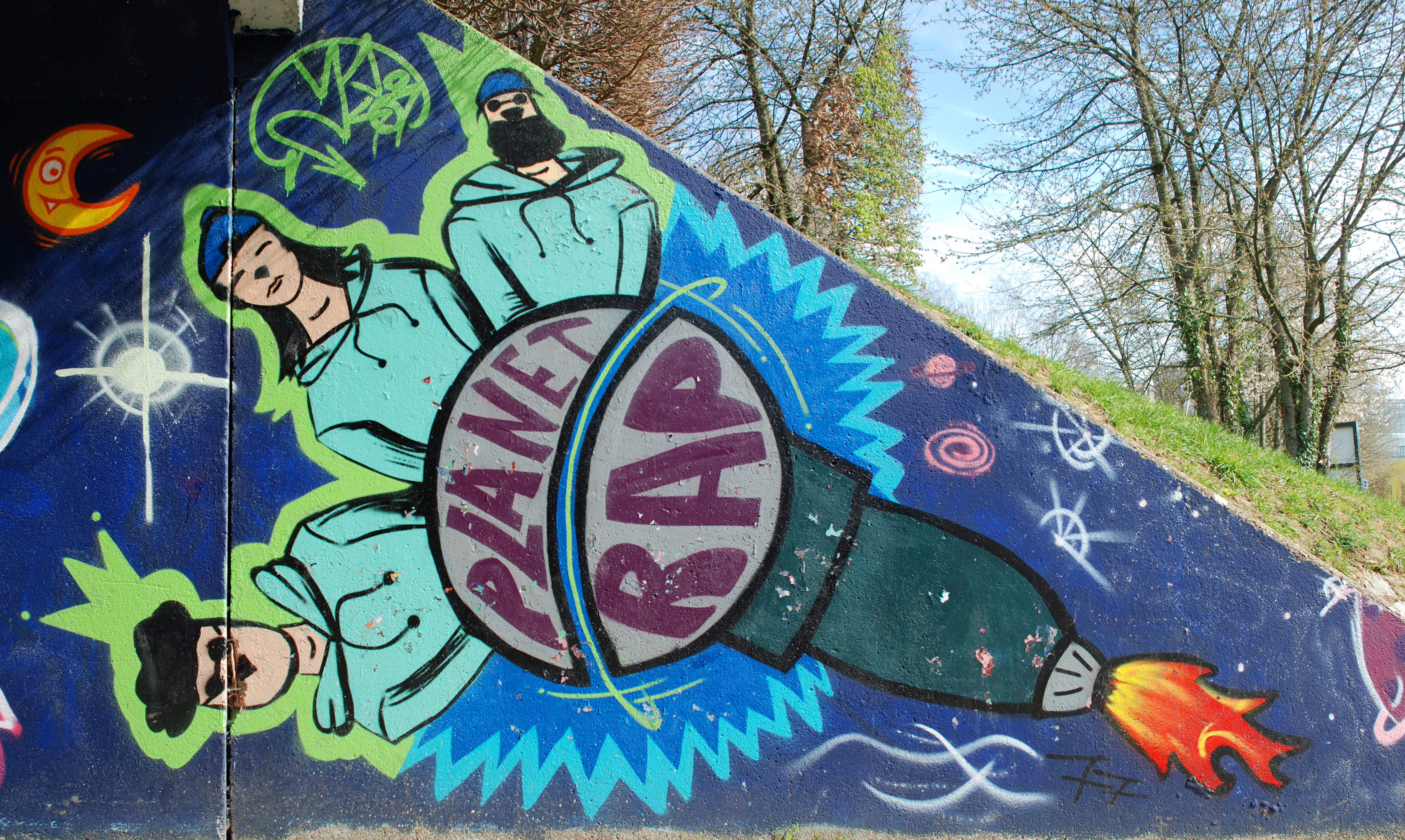
« Planet Rap ».
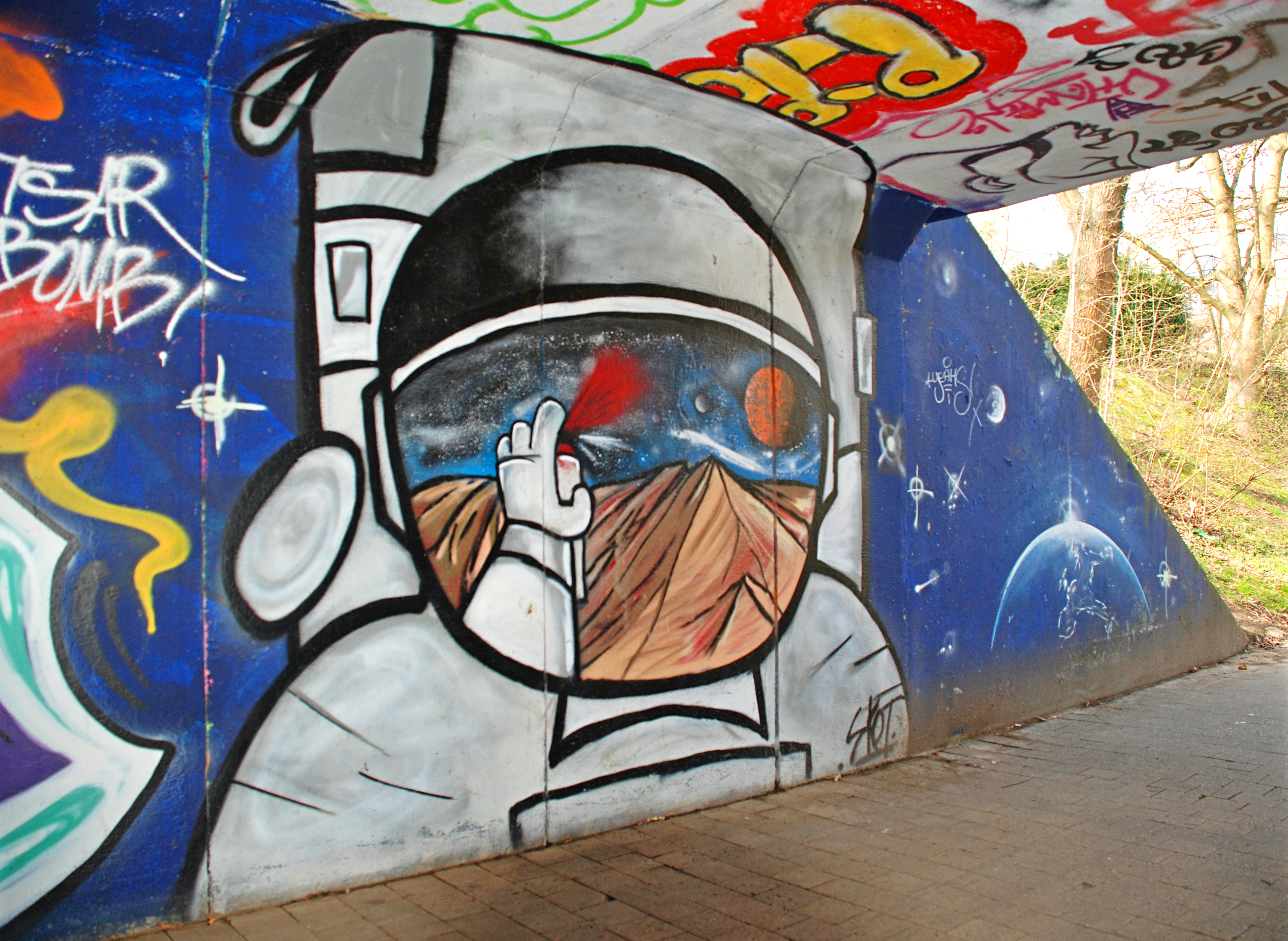
Astronaute dont la visière se fait tagger.
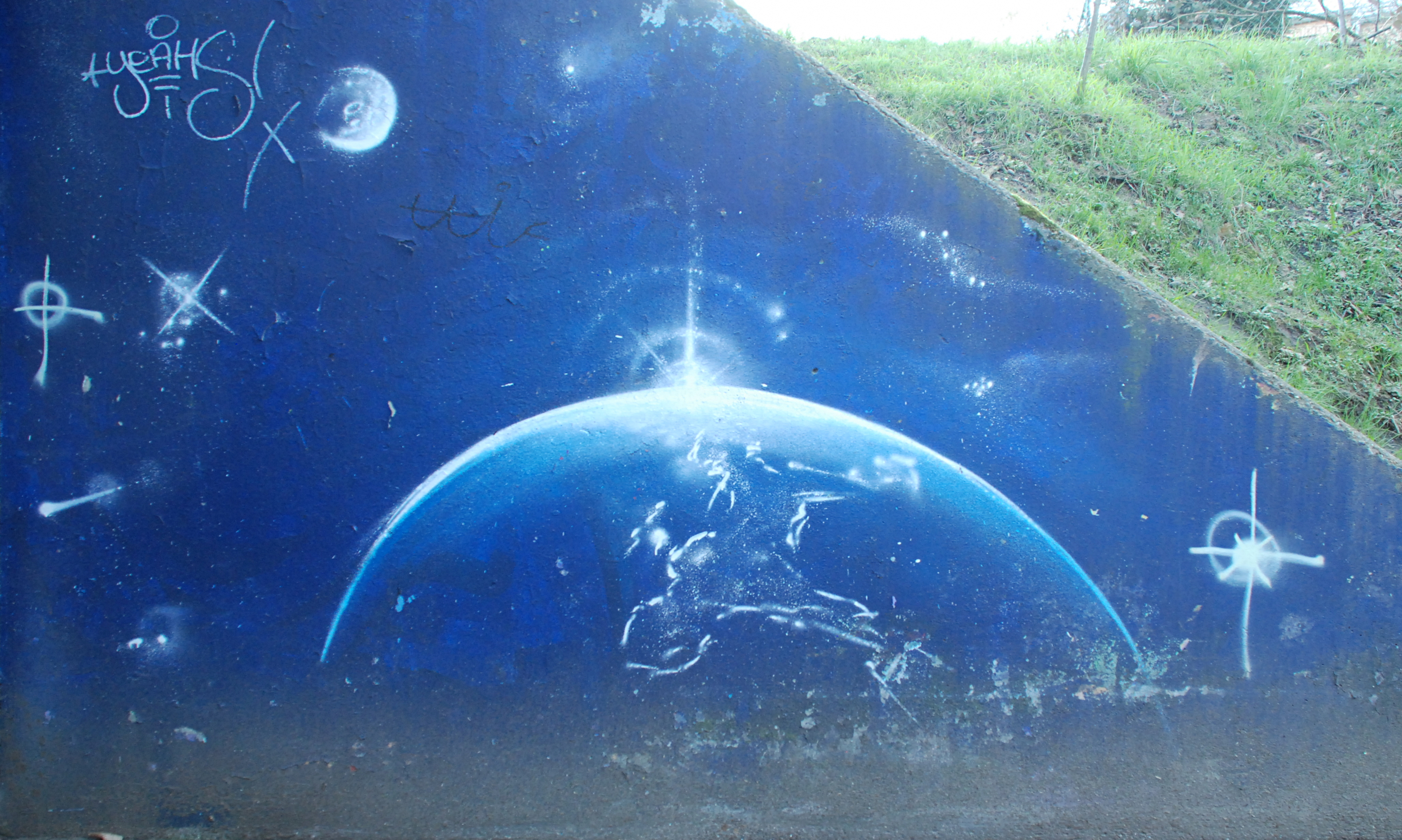
La terre vue du cosmos.

#### Deuxième tunnel piétonnier
À environ 200 m au sud du premier tunnel piétonnier se trouve un deuxième tunnel piétonnier, qui passe également sous le boulevard André Oleffe pour rejoindre la rue Basse, et est lui aussi orné de graffitis aux couleurs vives.
On y voit une fresque semi-figurative signée Oli-B dans laquelle on peut imaginer un visage. Oli-B (Olivier Binamé de son vrai nom) est un artiste urbain originaire de Bruxelles connu pour son univers coloré et positif qui va de l'abstrait aux formes figuratives,, et qui a participé au festival international d'art urbain (street art) Kosmopolite Art Tour 2012 à Louvain-la-Neuve,.
Le mur continue avec un fresque abstraite et un astronaute mort dans sa combinaison spatiale. 
On aperçoit sur la combinaison de l'astronaute (et à d'autres endroit) le logo du collectif de graffeurs bruxellois Farm Prod, qui fut organisateur des festivals internationaux d'art urbain (street art) Kosmopolite Art Tour 2012 à Louvain-la-Neuve et  Kosmopolite Art Tour 2015 à Louvain-la-Neuve,,.

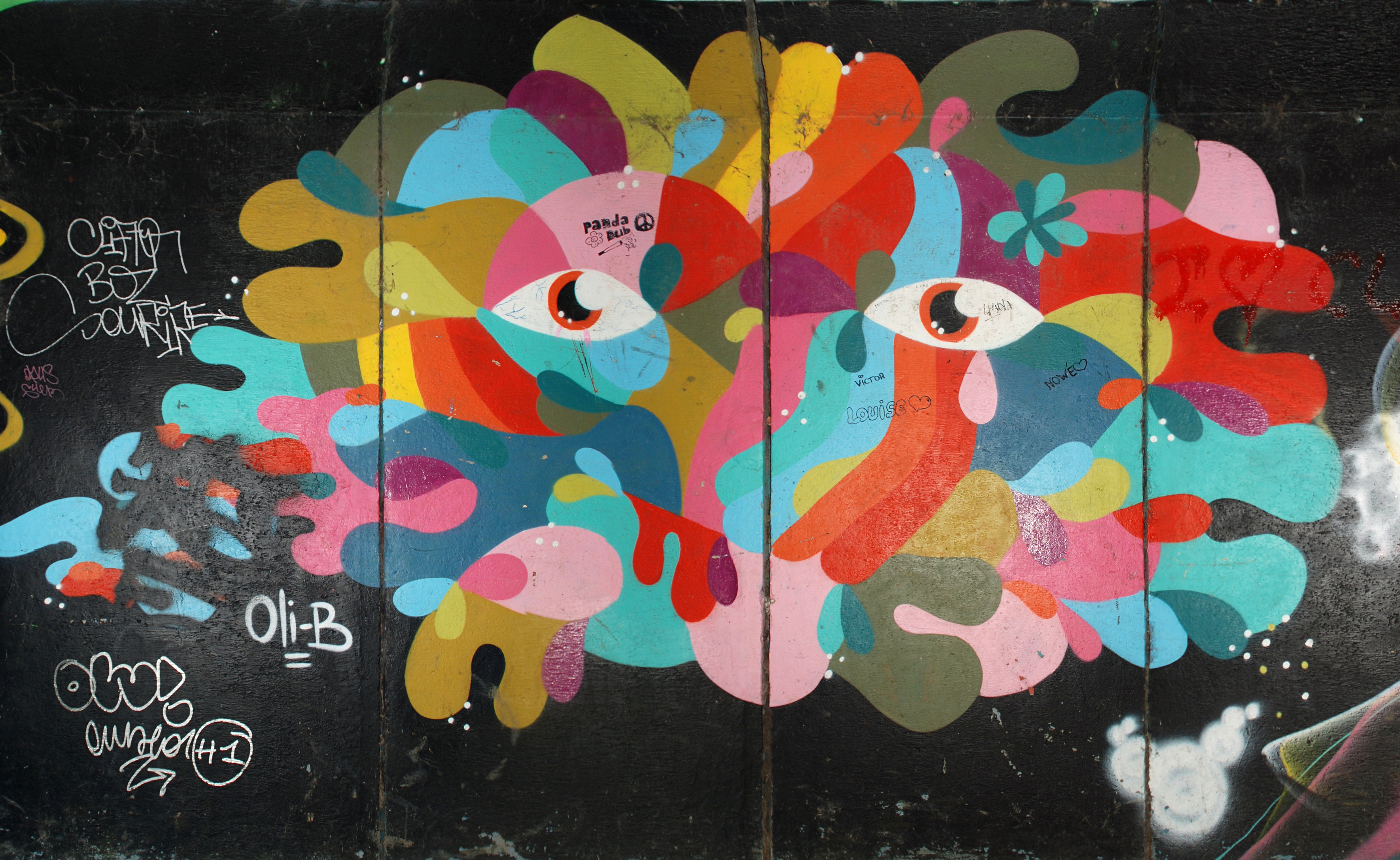
Fresque semi-figurative signée Oli-B.
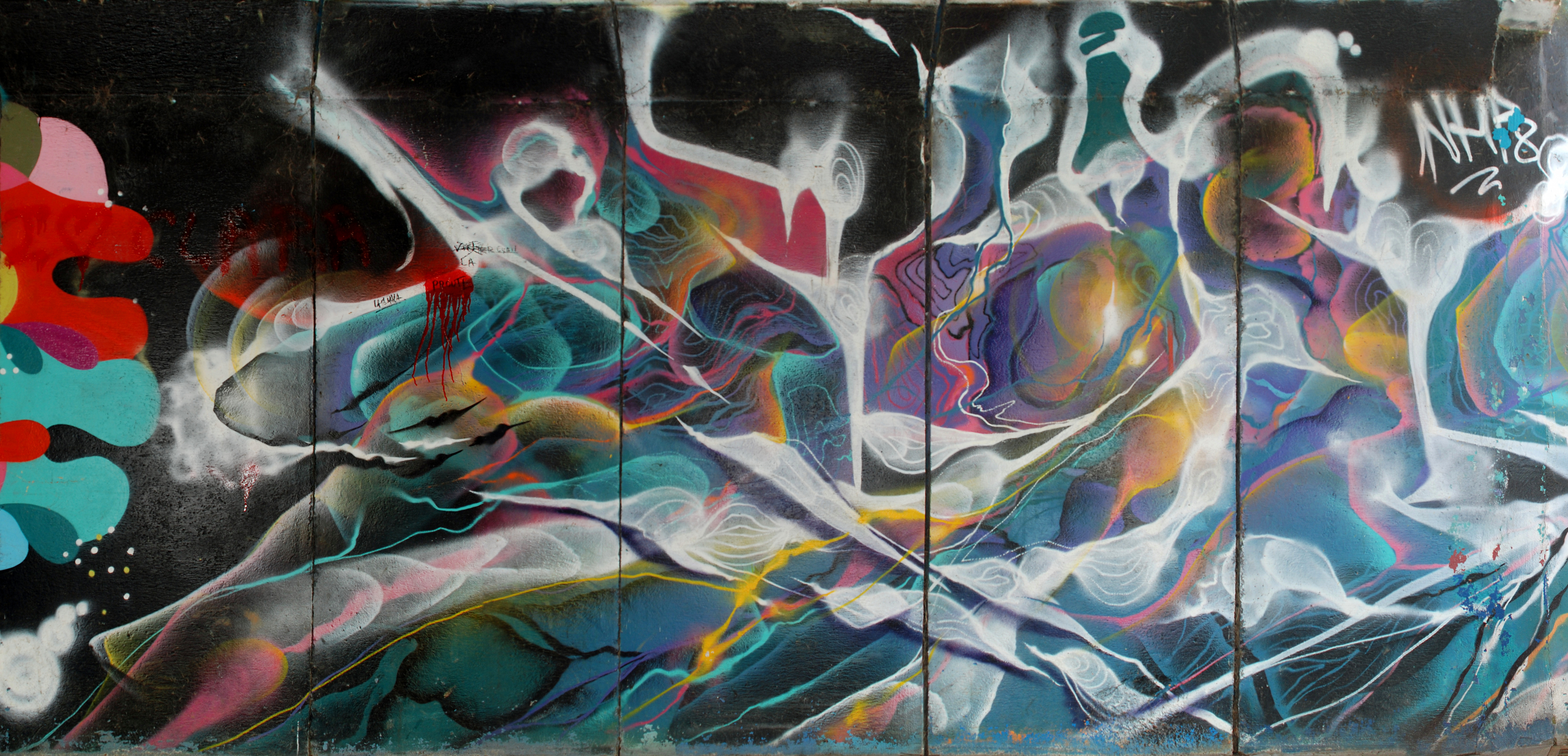
Fresque abstraite.
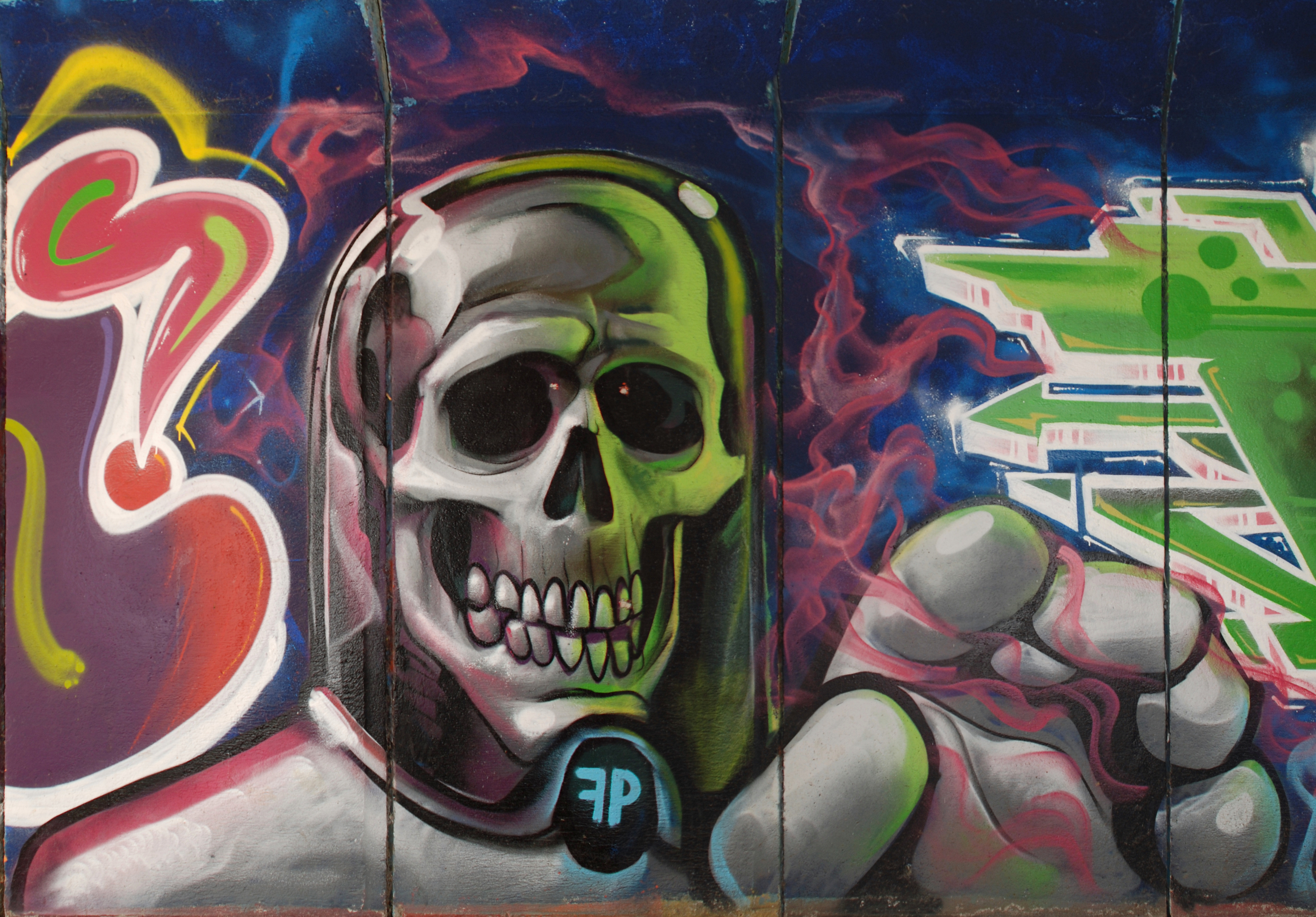
Astronaute mort (signé Farm Prod).

#### Rotonde de l'anneau central
En juin 2021, dans le cadre du festival d'art urbain Fresh Paint OLLN, sept artistes du collectif de street art bruxellois « Farm Prod » ont orné 380 m2 de murs de l'Anneau Central, à l'endroit où le Boulevard Oleffe devient souterrain. Cette fresque mesure 70 m de long sur 5 m de haut.

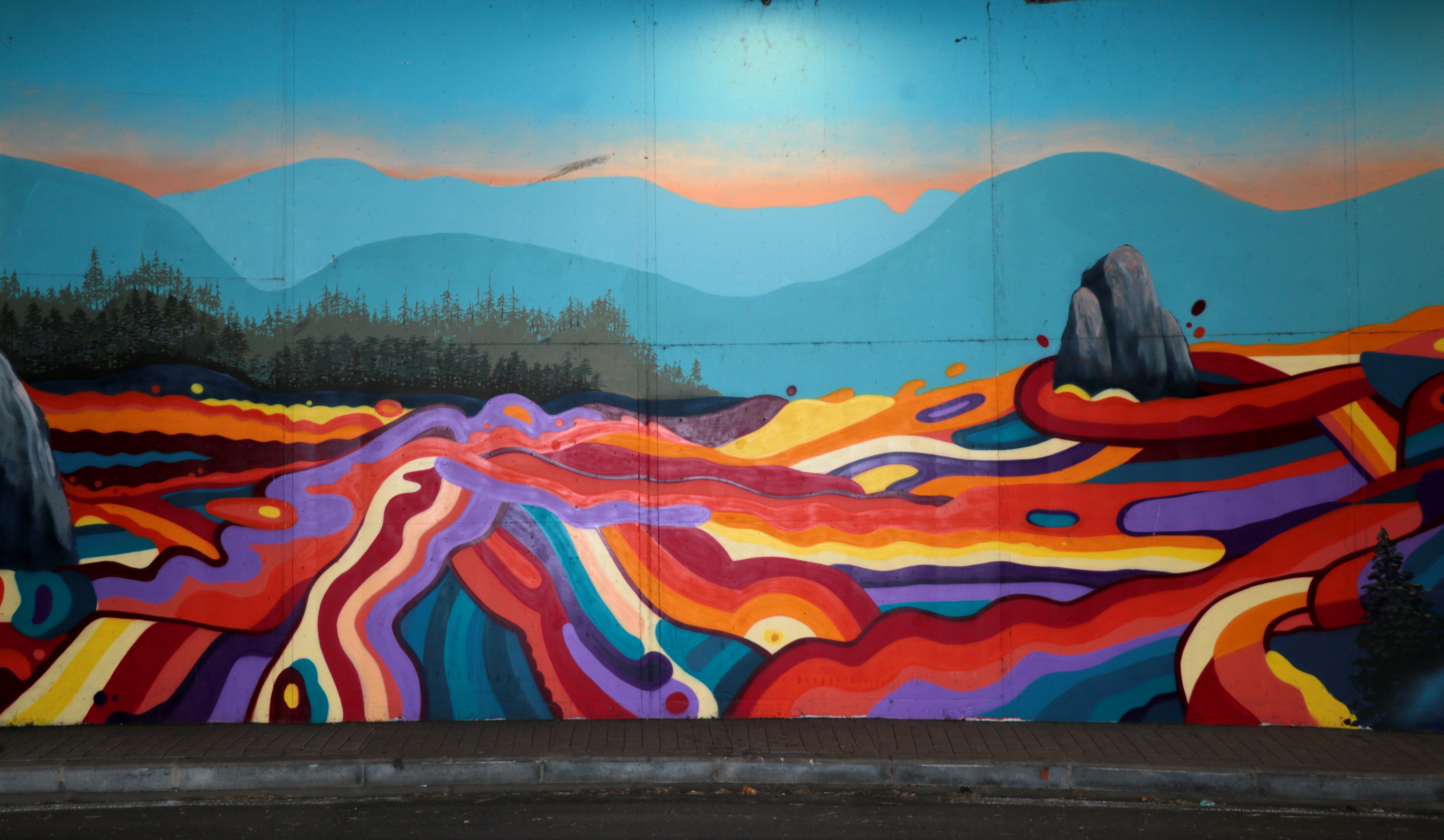
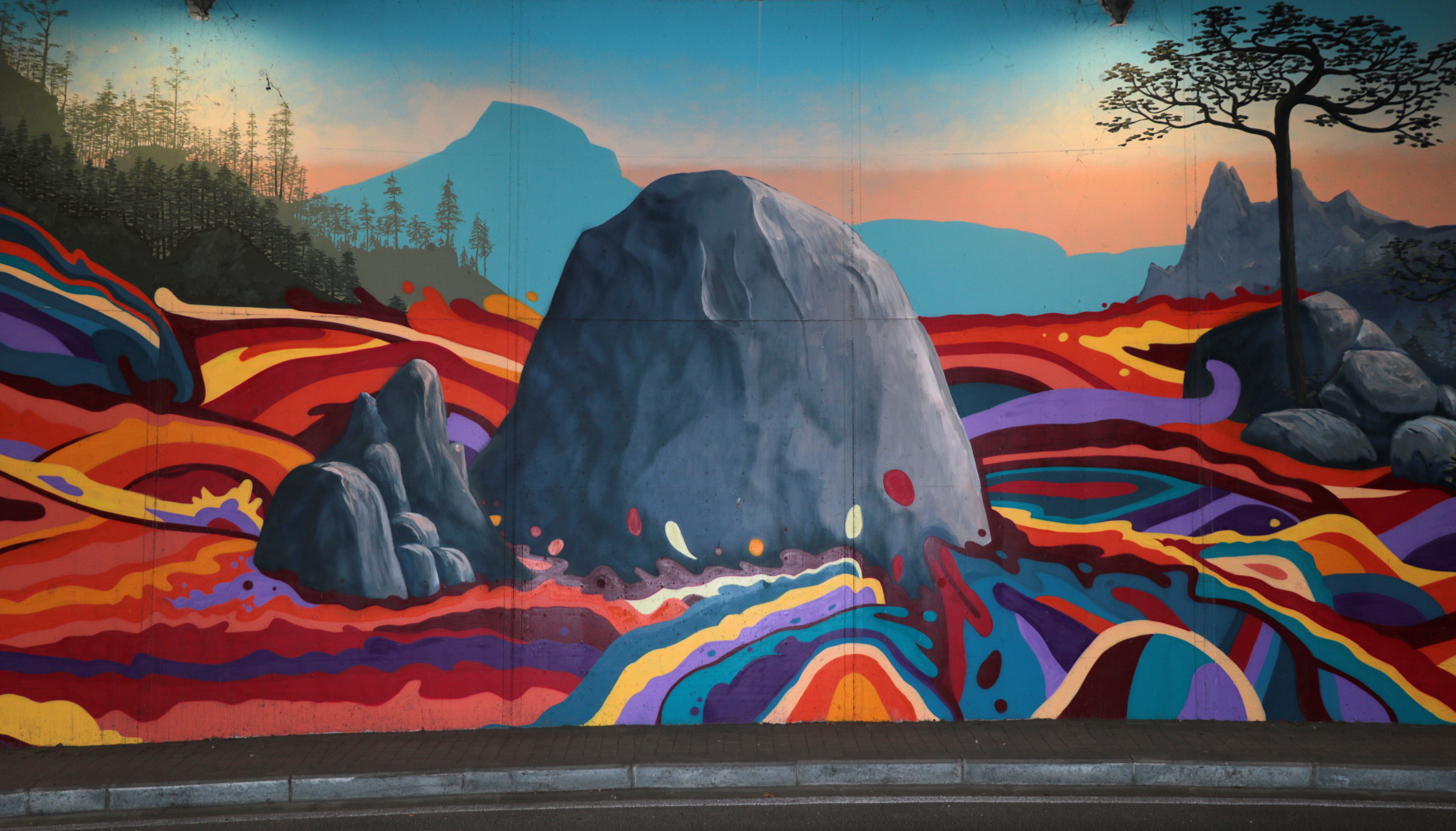

« Nous avons eu l'idée de créer quelque chose qui ouvre le rond-point, pour en créer un point de repère. Il y a du montagneux, du rocheux, une rivière, dans un style qui mélange réalisme et abstrait, le graphique, et le moderne » explique Frédéric, du collectif Farm Prod. « C'est un endroit très stratégique. Le but est vraiment de créer un point de repère à Louvain-la-Neuve, pour que les automobilistes qui arrivent en ville soient confrontés à une belle masse de couleurs. L'important, c'était surtout d'ouvrir ce rond-point souterrain vers l'extérieur ».
« Notre fresque représente un paysage assez réaliste, sobre, qui donne de la profondeur dans ce rond-point bétonné. Pour contraster,  une sorte de lave organique colorée traverse le paysage » précise Guillaume, un autre membre du collectif Farm Prod.